# Columbo
A Columbo amerikai tévéfilmsorozat, amelyet Richard Levinson és William Link készített. A műsort az Egyesült Államokban 1971 és 1978 között rendszeresen, 1989 és 2003 között pedig hellyel-közzel sugározták. Címszereplőjét, Columbo hadnagyot, a Los Angeles-i rendőrség gyilkossági ügyosztályának nyomozóját Peter Falk alakítja. A sorozat epizódjait Magyarországon azóta is adják, és DVD-n is megjelentek. A magyar változatban Columbo magyar hangja Szabó Gyula (A recept: gyilkosság című epizód „Gyilkosság receptre” címmel készült első magyar változatában még Garas Dezső volt).

## A sorozat története
Columbo alakja az Egyesült Államokban először 1960-ban tűnt fel a The Chevy Mystery Show című sorozat 10. részében (Enough Rope), ahol Columbo szerepét Bert Freed alakítja. A történetet színpadra adaptálták, 1962-ben a Presciption: Murder című előadásban Thomas Mitchell játszotta a hadnagyot. 1968-ban az NBC tévétársaság filmre vitte a Prescription: Murdert („Recept: Gyilkosság”). Ebben már Peter Falk játszotta Columbo hadnagyot, aki – a korábbi forgatókönyveket is alapul véve – egy Gene Barry által játszott gyilkos orvost buktatott le. A szerep népszerűsége egy önálló televíziós sorozat elindításához vezetett, melyet eleinte hetente egyszer vetítettek. A Columbo a Nielsen-osztályozás szerint azonnali siker volt, és Falk Emmy-díjat nyert a sorozat első évadjában nyújtott alakításával. Ezután hét egész szériát forgattak és sugároztak, majd egy évtizednyi (1978) megszakítás után már az ABC tévétársaságnál jelentkezett filmek formájában.
A sorozat hosszát jellemzi, hogy az utolsó részben két olyan színész alakította a két gyilkost, akik az első rész készítésekor még nem éltek.

## Columbo jelleme, megjelenése
Az olasz származású Frank Columbo, divatra, luxusra igénytelen rendőrségi nyomozó, a tökéletes kispolgár megtestesítője. Látszólag naiv, lassú észjárású, ezért a tettesek eleinte félvállról veszik, míg ki nem derül számukra, hogy a látszat csal. A feleségét rendszeresen emlegeti, de sosem láthatjuk, csak a húgáról, Ritáról készült fényképet, illetve arról is, hogy nincs gyermeke, konkrétan nyilatkozik a Nyugodjék békében Columbo asszony részben. (Ennek ellentmond a Vihar egy pohár borban című rész, ahol előhozza, hogy "tudja, hogy van az, ha ez embernek családja van".) Sokat emlegeti különböző unokaöccseit is, egyet meg is ismerünk a 60., Ölni már nincs idő című különleges részben, amely akciószerűbb, és – a címnek megfelelően – nem is történik gyilkosság. Valamicskét még beszél olaszul, népes olasz rokonságával tartja a kapcsolatot. Nem keres jól, szerény, kertes házban él. Egy, saját bevallása szerint nem túl okos, Kutya nevű, elaltatás elől megmentett menhelyi basset hound gazdája. Egyáltalán nem sportol, viszont szenvedélyes szivarozó, ami miatt sokszor van problémája. Szénanáthája minden tavasszal kínozza, tüsszög tőle és könnyezik, de nem szed rá antihisztamint, mert az elálmosítja. Felesége tiltakozása ellenére szinte mindig ugyanazt a viseltes ballonkabátot hordja, s drapp öltönyt krémszínű inggel és zöld nyakkendővel.
Egy lefutott, 1959-es Peugeot 403-as kabrióval jár, de nem jó autóvezető, sőt figyelmetlen és a szabályokkal sincs egészen tisztában. Az egyetlen extra a rendőrségi URH-adó-vevő volt az autójában, az autórádión kívül. (A megkülönböztető fényt sem tudja, hogyan kell a kocsijára kirakni.) Ezt a példányt egyébként Peter Falk személyesen választotta ki a Universal Studio egyik parkolójából. Az autó további ismérve, hogy alig volt karbantartva, éppen csak annyira, hogy menjen. Feleségének is van saját autója, de az – szerinte – az övével szemben „csak közlekedni jó”. Szerény, jövedelméhez illő életvitelt folytat, sokszor rácsodálkozik a gazdagok fényűzésének haszontalanságára.
Igen rossz céllövő, az előírt lövészetekre maga helyett kollégáját küldi el. Nem is hord fegyvert magával. A dartsot viszont mesterien kezeli; egyetlen jó dobással lefőzi nagyképű ellenfeleit. Ők minden esetben magasabb társadalmi osztályba tartozó, eredetileg jóravaló emberek, akik bizonyos élethelyzetben másként megoldhatatlan családi, üzleti problémájukat alaposan kigondolt és megtervezett gyilkossággal kívánják elintézni. Gyakran az áldozatok sem ártatlanok, sokszor előfordul, hogy zsarolni akarják, vagy egzisztenciálisan tönkre próbálják tenni későbbi gyilkosukat.
Professzionális és erőszakos bűnözőkkel, bandák ügyeivel, hétköznapi emberek bűneseteivel Columbo nem foglalkozik. Sohasem mutat gyűlöletet az elkövetők iránt, sokukat még tisztelni is képes.
Columbo sikereivel nem törekszik hírnévre, sőt inkább a háttérben marad. Azzal indokolja ezt, hogy számára sokkal nagyobb öröm a nyomozást sikerrel véghez vinni, minthogy az abból fakadó dicsőséggel kérkedjék. Kerüli a nyilvánosságot, csak néha-néha kerül a média középpontjába. Épp ezért nem közismert személy, a gyilkosoknak kezdetben fogalmuk sincs arról, kivel állnak szemben, így sokan alábecsülik a képességeit. Ha ellenfelei kénytelenek néha elismerni rátermettséget, a válasza: „Csak a munkámat végzem.”
Az a tény, hogy Peter Falk a jobb szemére vak volt, megjelenik a sorozatban. A Visszajátszás (Playback) című epizódban ez nem jön ki a magyar szinkronban, de az eredeti szövegben "caught my eye" (és nem "eyes") hallható. A végzetes nyom (A Trace of Murder) című résznek a magyar változata is visszaadja ezt, amikor is megkéri kollégáját, hogy tartson vele, mondván: "Három szem többet lát".

## Munkamódszere
Columbo jelmondata: Tökéletes bűntett nem létezik. Külső megjelenése és látszólag naiv viselkedése miatt az elkövetők általában nem veszik komolyan. A gyilkos hamis biztonságérzetét olykor azzal fokozza (pl. Hattyúdal), hogy úgy tesz, mintha a gyilkos ellen irányuló, ámde célt tévesztett bűncselekménynek hinné a gyilkosságot.
Mivel a gyilkosok már a nyomozás elején összefüggésbe hozhatók az áldozattal, eleinte színleg még segítenek is neki a nyomozásban. Gyakran félvállról veszik őt, esetleg gúnyosak is vele. Később már kifejezetten gorombán fogadják egyre kellemetlenebb látogatásait, majd az utolsó pillanatig tagadnak, bíznak tökéletesnek tűnő tervükben vagy sziklaszilárdnak hitt alibijükben, de – a profi bűnözőkkel szemben – a lebukás után vállalják a sorsukat.
Columbo az ügyet gyakran úgy oldja meg, hogy felfigyel az ellentmondásokra a gyanúsított történetében, ezeknek gondosan utánajár, apró bizonyítékokat gyűjt, a gyanúsítottat pedig addig faggatja a nem perdöntő apróságokkal, amíg az a folyamatos kérdezősködés miatt ideges lesz, zavarba jön, hibákat vétve keveredik bele a hazugságokba, így akaratlanul újabb bizonyítékot tár fel. Columbo jellemző stratégiája, hogy a kikérdezés utáni távozáskor gyakran visszafordul az ajtóban, hogy „csak még valamit” kérdezzen a gyanúsítottól, rávilágítva egy kulcsfontosságú ellentmondásra. Szeret arra hivatkozni, hogy részéről már lezárná az ügyet, de bürokrata főnökei miatt nem teheti meg. Nyomozásai során számos olyan munkát ismerünk meg általa, amelyről az átlagpolgár azelőtt nem sokat tudhatott (pl. filmes, tévés, borász, színész, zenész, sportember, katonatiszt stb.). Többnyire tisztességes módszerekkel dolgozik, de néha előfordul az is, hogy csapdát állít a tettesnek.

## Más, mint a többi
Egy átlagos krimiben a gyilkos személyét nem fedik fel mindaddig, amíg a főhős ki nem bogozza a szálakat. A Columbóban a néző látja a bűntényt, így általában tudja, ki, miért és hogyan tette azt. Ezzel szemben a történet itt Columbo szemszögéből bontakozik ki, a néző neki szurkol, hiszen ő mindezekről semmit sem tud.
A sorozatot azért is kedvelik nagyon sokan, mert felhagy a szokásos cselekménysorral, általában nincs benne annyi erőszak, és az esetek felderítése gyakran intellektuális kihívást jelent. A tettes leleplezése sem jár erőszakkal, Columbo a tettest racionális érvekkel, a logikai ellentmondások feltárásával ejti csapdába, bár néhány esetben megpróbálták őt is megölni. A Columbo a guillotine alatt című epizódban a gyilkosnak, a bűvész Elliott Blake-nek (Anthony Andrews) a nyomozó egy guillotine alá fekszik, hogy szemléltesse elméletét. Blake korábban ezzel végzett áldozatával, s most újból hozzányúl, hogy Columbót is eltegye láb alól. A bárd lecsapódik, de a felügyelő feje nem esik le, minthogy előzőleg átalakított egyet s mást a guillotine-on, ezzel szerezve döntő bizonyítékot Blake ellen.
Néha bizonyítékoknak látszó dolgokkal kényszeríti vallomásra a tetteseket. Pl. az 1972-ben készült Columbo a panoptikumban című epizódban a brit színészházaspár (Richard Basehart, Honor Blackman) véletlenül megöli mecénását, majd halálát balesetnek álcázza. Ügyesen igyekeznek egy fontos bizonyítéknak számító esernyőt úgy elhelyezni, hogy ne terelődjön rájuk a gyanú. Egy széthullott gyöngysor darabja, ami a színésznő öltözőjéből származik, bizonyítaná, hogy áldozatuk ott járt. A gyöngyöt azonban maga a felügyelő pöccinti bele ügyes kézmozdulattal pár pillanattal az ernyő kinyitása előtt. Sőt az ernyő sem az, amelyikkel az áldozat náluk járt. A bűnösök végül mégis összeomlanak.
Ugyanebben az epizódban a meggyilkolt lord inasa rájön, kik a tettesek, és – állása megtartása végett – megpróbálja finoman megzsarolni őket. Ekkor a színész vele is végez. Saját kerti lakában felakasztja, hogy öngyilkosságnak tűnjön, és a rendőrség az értékes könyveket nála megtalálva, azt higgye, a lakáj volt gazdája gyilkosa. Az ilyen kettős gyilkosságok is nem egyszer fordulnak elő a sorozatban.
Mivel a gyilkos legtöbbször jómódú, és luxuskörnyezetben él, a sorozat sokszor a társadalmi osztályok közötti feszültséget is bemutatja. Columbo ezeken a helyszíneken csetlik-botlik, nem tudja, hogyan viselkedjen, azonban a néző az ő oldalán áll, ezzel a viselkedéssel rokonszenvez, magát képzelve a helyébe. Az effajta konfliktusokat remekül szemlélteti az Embert barátjáról című epizód. A Caldwell (Michel McGuire) nevű férfi hirtelen felindulásból megfojtja a feleségét, mert az szeretőt tart a háta mögött. A sokkos állapotban levő férfi azonnal felhívja barátját, Mark Halperint (Richard Kiley), aki a körzeti rendőrkapitány helyettese, s így Columbo feljebbvalója. Halperin magas beosztása ellenére gátlástalan alak, s nem egyszerű baráti szeretetből segít elterelni Caldwellről a gyanút. Felesége dúsgazdag, egy jótékonysági alapítvány vezetője, miközben Halperin szerencsejátékokon szórja a pénzt, amit mindig kunyerálnia kell nejétől. Végül ezért a feleségét meggyilkolja. A gyilkosságot Caldwell viszontszolgálatával, betöréssel próbálják álcázni és az éppen szabadult, profi betörőre, Artie Jessupra (Val Avery) terelni a gyanút, aki azon a környéken már fosztogatott, de a gyilkosságok idejére alibije van. Halperin mindkét bűntényt megpróbálja rákenni, még hamis bizonyítékok gyártásától sem riad vissza. Columbót is igyekszik akadályozni, aki csak abban biztos, hogy Margaret Halperin megölése mögött nem Jessup áll, hisz Jessup megrögzött tolvaj ugyan, de nem gyilkos. Nagy kockázatot vállal, de lépre kell csalnia főnökét, ezért Jessupot felkéri, zsarolja meg Caldwellt. Ekkor Halperin is akcióba lép és elmegy Jessupnak a Columbo által preparált című lakhelyére, ahol felesége ékszereit rejti a párna alá. Jessupot letartóztatják, házkutatás kezdődik. Halperlin annyira biztos a dolgában, hogy Columbót ki is zavarja, mert ellenkező véleményen van. Hiába találják meg az ékszereket, kiderül, hogy a szoba nem is Jessupé, hanem Columbo bérli. Halperin bedőlt a trükknek, a hamis címet egyedül ő látta, ez bizonyította bűnösségét. Ebben az epizódban élesedik ki legjobban a társadalmi osztályok közötti ellentét: a Jessuphoz hasonló lesüllyedt embereket Halperin lekezeli, úgy vélekedik tisztsége révén ő áll az erkölcsi létra magasabb fokán, miközben óriási összegeket herdál el. Felesége viszont a hajdani bűnözőket fel akarja karolni, abban bízva, hátha némelyikük megjavul. Halperin aljassága kiteljesedik feleségének meggyilkolásakor, csakhogy a vagyonához jusson és ebbe belerángatja barátját, akit tulajdonképpen csak kihasznál.
Gyakran külső körülmények is segítik az éles eszű hadnagyot egy ügy felderítésében, amelyekről a gyilkosnak a tett pillanatában nincs is fogalma, mert tőle függetlenül történtek, vagy nem is tulajdonít nekik jelentőséget, pedig pont ezek az apróságok szolgálnak döntő bizonyítékkal a hadnagy számára. A rocksztár gyilkosa című részben egy ügyvédet (Dabney Coleman) rocksztár barátnője (Cheryl Paris) rendszeresen csalja, ezért a férfi meg akar szabadulni a lánytól. A nő ellenben nem akar a gazdag férfitól elválni, s megzsarolja, hogy felfedi korrupciós ügyeit, ezért a férfi megöli. Az ügyvéd egy trükkel hamis alibit kreál magának, de a hadnagy a kocsiján talált növényi magvak alapján igazolja, hogy a gyilkosság idején a háza közelében volt, ahol a nőt meggyilkolták, így a preparált alibi fabatkát sem ér.
(Ezen epizód készítésébe csúszott egy hiba: szerdán történt gyilkosságot emlegetnek, noha a látszólagos alibit igazoló gyorshajtási csekken 3-11-91 olvasható. 1991-ben pedig március 11-e hétfőre, míg november 3-a vasárnapra esett. Tekintettel a sugárzás dátumára, valószínű, hogy a szerző előbbi dátumot célozta.)
Az 1991-es A gyilkosság ártalmas az egészségre epizódban Budd Clarke (Peter Haskell) nem tudja megemészteni, hogy egykori sikeres műsorvezetői helyét Wade Anders (George Hamilton) vette át. Megpróbálja úgy eltüntetni az útból, hogy megzsarolja egy fiatalkori pornófilmjével, ekkor Anders túladagolja a nikotint a cigarettájában, hogy a halála közönséges nikotinmérgezésnek tűnjön. Itt azok az Anders által manipulált videoszalagok bizonyítják Anders bűnösségét, amelyekkel szintén alibit akar igazolni magának a napszakok felcserélésével, de a felvételeken tisztán látszik az is, hogy időközben megnyírták a kerti sövényeket, amik így estére csak akkor „nőhettek meg” újra, ha felcserélték az időpontokat.
A tetteseket néha bizonyos problémák kényszerítik a gyilkosságra. A Főnyeremény a halál című rész is épp erről szól. Egy anyagi gondokkal küszködő fotós (Garry Kroeger) megüti a 30 milliós lottófőnyereményt, de válófélben van, viszont a nejével nem akarja megosztani a pénzt. Felkeresi ékszerkereskedő nagybátyját (Rip Torn), aki azon a napon ment tönkre, hogy helyette ő vegye fel a nyereményt. Noha tíz százalék részesedést ígér, a férfi inkább megöli unokaöccsét.
A gyilkosok tettüktől többször várják azt, hogy helyrebillenti, vagy megtartja addigi életnívójukat, vagy karrierjüket. A Gyilkosság, füst és árnyak epizódban Alex Bradey (Fisher Stevens) megöli Leonard Fishert (Jeff Perry), egykori barátját. Bradey pályája kezdetén, egy forgatáson meghalt Fisher húga, mert a pánikba esett fiatal rendező nem hívott segítséget. Amikor Fisher megtudja, mi is történt voltaképpen, bosszúból tönkre akarja tenni a neves rendezőt, ezért Bradey megöli őt. Bradey szerelmes egy színésznőbe, Ruthba (Molly Hagan), de a rendező érzelmileg kihasználja, zseniális jelenetei érdekében. Bradey körül rövidesen minden elromlik, producere kiteszi a szűrét, és Ruth segít Columbónak leleplezni a gyilkost. Bradey teljesen megsemmisül a történtek után, és belátja, hogy a gyilkossága sem oldotta meg problémáit.
Columbo többször megemlíti, hogy neki nincs szüksége fegyverre, még akkor sem, ha az élete van veszélyben, annak ellenére, hogy többször megpróbáltak végezni vele, hogy ne derüljön ki az igazság. Columbo tudja, hogy nagyon kockázatos dolgokat tesz, de amikor úgy ítéli meg, hogy tényleg meg akarják ölni, előzőleg tesz némi óvintézkedést.
A Pillangó a sötétség árnyékában c. epizódban az aljas Fielding Chase (William Shatner) rádiós műsorvezető nagy élvezetet talál abban, ha híres közéleti személyiségeket tehet tönkre. Fogadott lánya iránt (akit szintén Molly Hagan alakít) azonban szerelmet érez, és amikor egyik egyébként homoszexuális riportere segíteni akar a lányának, hogy érvényesülhessen íróként, megöli a férfit a saját lakásán. Amint elhagyja a házat, felhívja a rendőrséget rádiótelefonon, és bejelenti a gyilkosságot. De Columbo idővel rájön, hogy Chase a tettes, viszont bizonyítékot kell szereznie ellene. Chase-t kicsalja a házából, és elindulnak a rendőrségre. Útközben kerékpárosokkal találkoznak, akik valójában rendőrök, s miközben Chase nem figyel, egyikük meglazít egy csavart az autón, hogy a motor ne indulhasson be. Mialatt Chase a kocsival bajlódik, Columbo egy elmélettel áll elő, amivel Chase azon állítását akarja megcáfolni, hogy körülbelül innen telefonált a rendőrségre, amikor itt nincs is térerő. Chase egy vadászpuskát vesz elő a csomagtartóból, de Columbo higgadtan megnyomja az autó dudáját, amivel jelez a kollégáinak, akik rögvest odasietnek, hogy Chase-t letartóztassák.
Több esetben próbálják a bűntettet öngyilkosságnak beállítani. Példa erre az Egy falatka sajt. Oscar Finch ügyvéd (Patrick McGoohan) és Paul Mackey (Denis Arndt) sikeres politikai pálya előtt állnak, de évekkel korábban egy szélhámosnak, Frank Staplinnek (Louis Zorich) loptak el fontos iratokat, akinek egy másik ügy miatt bíróság elé kell állnia, és Finchet kéri fel védőnek. Finch számára elég kellemetlen ez az ügy, de Staplin más segítséget nem hajlandó elfogadni. Zsarolni kezdi Finchet a korábbi üggyel, ám az lelövi, aztán a halott kezébe teszi a pisztolyt, s mindent úgy rendez, mintha Staplin önkezével vetett volna véget életének. Mackey rájön, hogy társa a tettes, ezért alibit igazol neki, amiért később felelnie kell. Columbo ellenben felfedi az igazságot, amit Finch higgadtan tudomásul vesz, s ez ugyancsak nem ritka eset a sorozatban. Viszont az sem, hogy ezáltal az addig fényes karrierek romba dőlnek, így Finché és Mackeyé is, ami jelen esetben együttérzést vált ki a nézőből.
Columbo bár nem ítélkezik, igyekszik objektív maradni, s nem elmélyíteni konfliktusát ellenfeleivel. Ezzel szemben bizonyos gyilkosok jókora aljassággal követik el tettüket. A Végzetes nyom c. epizódban a dúsgazdag, magas körökben mozgó, ámde faragatlan, texasi marhahajcsár stílusát végig megőrző Clifford Calvertnek (Barry Corbin) bombázó, fiatal felesége van Cathleen (Shera Danese) személyében, aki csak a pénzért ment hozzá. Titokban szeretőt tart a háta mögött Patrick Kinsley (David Rasche) személyében, aki törvényszéki szakértő a rendőrségnél, de jól jön neki barátnője pénze. Eltervezik, hogy megszabadulnak Cliffordtól, mivel annyira előnytelen a házassági szerződése Cathleennel, hogy válás esetén a nő pénzt nem kapna. Viszont nem Clifford megölésére törnek, hanem a bróker Howard Seltzert (Raye Birk) teszik el láb alól. Seltzert Clifford átverte, aki ezért beperelte, s a két szerető Cliffordra akarja terelni a gyanút. A tett elkövetésének elvetemültségét mi sem mutatja jobban, mint hogy Seltzer jóravaló, szelíd és becsületes ember, aki ráadásul Patricknek és Cathleennek sosem ártott, legfeljebb ha megnyerné a pert, akkor az adóhatóság elvette volna Clifford minden vagyonát és úgy felesége is koldusbotra jutna. Columbo is felméri a gazságot, hiszen Patrick a törvényt képviseli, gyilkosokat kellene lelepleznie, de gyilkossá vált a pénz érdekében. Az ő fondorlatukat alkalmazva egymásnak ugrasztja a két szeretőt, akik egymásról kezdik feltételezni, hogy lépre csalták őket, így mindegyikük a másikra fogja a gyilkosság kitervelését.

## Vendég-közreműködők

### Rendezők
Steven Spielberg és Jonathan Demme is rendezett egy-egy epizódot, előbbi az Ahogy a könyvben meg van írva, utóbbi Az ínyenc gyilkos címűt, de maga Falk rendezte a Gyilkosság tervrajz alapján című részt. Steven Bochco többször a történetek írója volt.

### Vendégszereplők mint gyilkosok
A gyilkosokat játszó színészek vendégszereplők voltak, többek közt: a legtöbb alkalommal, Patrick McGoohan négyszer, Robert Culp szintén négyszer szerepelt (bár ebből csak három alkalommal volt elkövető), Leonard Nimoy, Jack Cassidy (három alkalommal), Ross Martin, Ed Begley Jr., Tyne Daly, William Shatner (kétszer), George Hamilton (ő is kétszer), Robert Vaughn (szintén kétszer), Laurence Harvey, Clive Revill, Hector Elizondo, Nicol Williamson, Ruth Gordon, Janet Leigh, John Cassavetes, Ray Milland, George Wendt, Johnny Cash, Martin Landau, Donald Pleasence, Louis Jourdan, Vera Miles, Roddy McDowall, Faye Dunaway, Fisher Stevens, Rip Torn, Billy Connolly, Ian Buchanan, Dick Van Dyke, José Ferrer, Oskar Werner, Richard Kiley, Robert Conrad és Theodore Bikel. Peter Falk felesége, Shera Danese hat Columbo-részben is szerepelt.
Egyes mellékszerepeket olyan fiatal színészek játszottak, akik később világsztárrá váltak, pl. Martin Sheen.

### További vendégszereplők
Leslie Nielsen, Little Richard, Ian McShane, Jamie Lee Curtis, Kim Cattrall, Janet Leigh, Oskar Werner

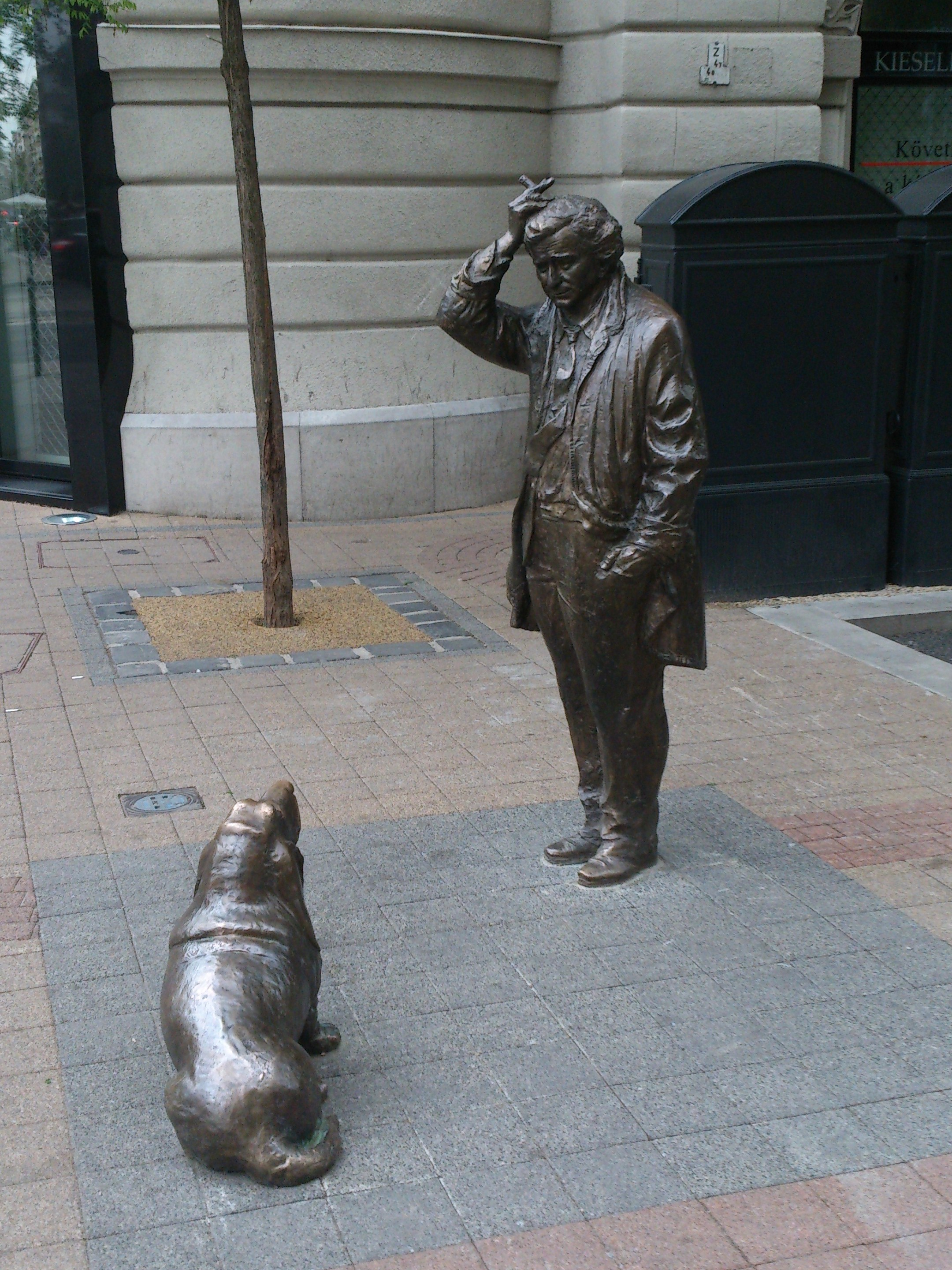
Columbo és kutyája szobra Budapesten, a Falk Miksa utcában

## Columbo hadnagy részletes életrajza
Columbo New Yorkban született, és nőtt fel. A kínai negyedhez közel, a Columbo családban a jövendőbeli rendőr nagyapja, szülei és hat testvére élt. Apja szemüveges volt, és ő főzött, míg anyja kórházban volt egy másik gyerekkel. Nagyapja megengedte neki, hogy tapossa a szőlőt, amikor bort csináltak a pincében. Mindkét ágon olasz származású.
Columbo keresztneve Frank (többször jól olvasható a rendőrségi igazolványán, a Becsületbeli ügy c. epizódban pedig az általa kitöltött jegyzőkönyvet így írja alá), bár ez sosem hangzik el a sorozatban. Amikor kifejezetten kérdezik, azt mondja, hogy a neve „Hadnagy”.
Columbo apja (aki soha nem keresett évi 5000 dollárnál többet) tanította meg őt biliárdozni, ami azóta a detektív rögeszméjévé vált. Columbo kiskorában csúzlival kilőtte az utcai lámpákat, flipperezett, és sokat volt együtt csintalan gyerekekkel. Gyerekkori mintaképe Joe DiMaggio baseballjátékos volt.
Az általános iskolában tubázni tanult, mert neki már csak ez a hangszer jutott. Középiskolában kémiából osztályelső volt. Miközben egy Theresa nevű lánnyal randevúzott, ismerte meg jövendőbeli feleségét. Columbo a katonai rendészetnél szolgált a koreai háborúban, ezután belépett a New York-i rendőrséghez, ahol a 12. körzetbe rendelték. Tanítója Gilhooley őrmester volt, egy barátságos ír, aki megtanította dartsozni, amivel később az egyik epizódban, egy dobással bámulatos győzelmet aratott az ír gyilkos felett. 1958-ban Los Angelesbe költözött.

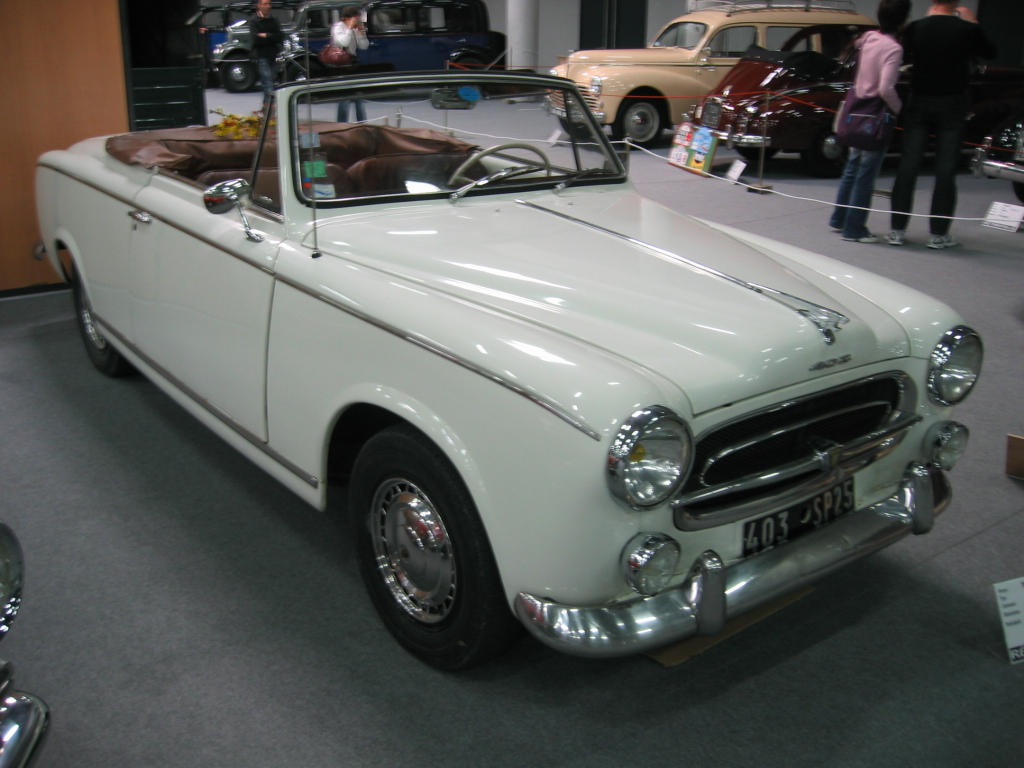
Columbo külföldi autója egy ilyen Peugeot 403 kabrió

Feleségéről sokat beszél a részekben, de a nézők soha nem láthatják (habár készült egy különálló krimisorozat is Mrs. Columbo címmel, amelyben a címen kívül mással is utaltak arra, hogy a címszereplő „nagy valószínűséggel” Columbo felesége, de ez egyértelműen ott sem hangzik el, és ahogy amott a feleség, itt a férj marad mindig távol. Mrs. Columbót Kate Mulgrew alakította, aki szintén bűnügyekkel kerül kapcsolatba, közben pedig gyereket nevel). Az eredeti sorozat szerint Columbóéknak ismeretlen számú gyermekük van. Kutyájuk egy menhelyről, elaltatás elől kihozott basset hound, neve Kutya. Nem túl okos, de Columbo nagyon szereti.
A hadnagy nagyon megrögzött az apró részletekkel kapcsolatban, apróságok miatt is képes egész éjszaka fennmaradni. Nem hord magánál fegyvert, mivel köztudottan utálja azt. Amikor egyszer már az állása is veszélybe kerül, mert nem hajlandó a kötelező lőgyakorlaton részt venni, akkor is egy kollégáját kéri meg, hogy helyette vizsgázzon.
Láncdohányos, állandóan égő szivarral a kezében mutatkozik, ezért nemegyszer rá is szólnak. Egy rozoga 1959-es, Peugeot 403-as kabriót vezet, melyből állítása szerint csak három van az államban (Kalifornia). Légi- és tengeribeteg, úszni sem tud.
Nem tudja megjegyezni a számokat. Szeret főzni, a westernfilmek, az olasz opera, a Strauss-keringők, a komolyzene nagy rajongója, de a golfot, a tekét és a futballt is szívesen nézi a tévében. Azt állítja magáról, hogy profin tud televíziót hangolni, bár amikor egyszer megpróbálta, véletlenül kihúzta a csatornaváltót. A modern elektronikus gépekkel, ezekkel az „ördögi szerkezetekkel” nincs nagy barátságban, különösen, ha sok a gomb rajtuk. A felesége vett egy személyi számítógépet, de a hadnagy „idegbajt kap tőle”. Ők az utolsók a környékükön, akik elektromos garázsajtót szereltetnek fel. A faxgépet sem ő, sem kollégái nem tudják segítség nélkül használni.
1972-ben mindössze évi 11 000 amerikai dollárt keresett. Nagyon takarékosan kell élniük, ezért 25. házassági évfordulójukon úgy döntött, hogy feleségét táborozni viszi, ahelyett, hogy ezüstöt venne neki. Szüleit már elvesztette. 1974-ben, a 27. epizódban elmondja, hogy 15 éve rendőr (Peter Falk a 40-es évei közepén kezdte alakítani a nyomozót).  Kedvenc étele a csili, amit Burt éttermében szokott enni. Columbo imádja a feketekávét is. Csak konyhanyelven tud olaszul, állítólag egy kicsit spanyolul is, utóbbit azonban sosem bizonyította.

## Epizódok
A Columbo nem hagyományos heti sorozat, inkább különálló történetek laza füzére: 69 epizód készült 1968 és 2003 között tíz évadon át, de nem folyamatosan, és az évadok sem követték a naptári éveket. A két bevezetőrész után az elsőtől a hetedik évadig évadonként 3-8 epizód készült 1971 és 1978 között, összesen 43 rész az NBC stúdió által, majd 11 év szünet után 1989 és 2003 között ugyanilyen leosztásban még 24 rész a maradék három évadra az ABC által, amiből a legtöbb részt 1989–1992 között készítették, utána már csak évente egy-két részt, az utolsó néhány epizód között pedig több év is eltelt 2003-ig.

### Bevezető (pilot) részek (1968, 1971)
- 1x00 Gyilkosság receptre[6] / A recept: gyilkosság[7] – 99 perc (Prescription: Murder; 1968/2/20)

Dave Fleming (Gene Barry –Benkő Gyula/Rajhona Ádám), a tekintélyes pszichiáter feleségével, Carollal (Nina Foch – Kovács Zsuzsa (színművész)) épp partit adnak házukban tizedik házassági évfordulójuk alkalmából, amikor egy telefon fut be hozzájuk, s a férfi kimenti magát az összegyűlt társaság előtt azzal az indokkal, miszerint azonnal el kell rohannia egyik betegéhez, egy bizonyos Joan Hudsonhoz (Katherine Justice –Csűrös Karola/Balogh Erika), aki mint kiderül, valójában a szeretője, s akivel akkor készülnek eltervezni, hogyan szabadulhatnának meg végleg Fleming nejétől. A férfi megöli feleségét, ezután a repülőtérre mennek a szeretőjével. Még az indulás előtt a gépen összevesznek, ezért a feleségnek álcázott barátnő kiszáll. Mire Dave több nap után hazaér, Columbo hadnagyot találja a lakásán. Dave-nek egy idő után elege lesz Columbo hadnagyból, ezért a barátjával elintézi, hogy elvegyék tőle az ügyet...
- 1x00 Váltságdíj egy halottért – 95 perc (Ransom for a Dead Man; 1971/3/1)

A tekintélyes ügyvédnő, Leslie Williams (Lee Grant – Almási Éva (színművész)/Kubik Anna) végez férjével (Harlan Warde – Balázsi Gyula), testét pedig az óceánba dobja, hogy megtévessze a hatóságokat a gyilkosság körülményeit illetően, másnap pedig azt a látszatot kelti a rendőrség előtt, hogy férjét elrabolták. Hamis információkat ad a nyomozószerveknek a váltságdíj összegével és átadási helyével kapcsolatban, hogy a pénzt magának tarthassa meg, majd pedig úgy intézi, hogy a rendőrség az állítólagos emberrablókat nevezze meg a férfi gyilkosaiként. Amikor már úgy tűnik a furfangos nő számára, hogy terve tökéletesen bevált, hirtelen hazaérkezik Svájcból az elhunyt férj lánya (Patricia Mattick – Hűvösvölgyi Ildikó/Bíró Kriszta), aki mivel túlságosan is jól ismeri mostohaanyját, azonnal az ügyvédnőre kezd gyanakodni, akárcsak a kiváló megérzésekkel rendelkező hadnagy.

### Első évad (1971–1972, 7 epizód)
- 1x01 Ahogy a könyvben meg van írva – 73 perc (Murder by the Book; 1971/9/15)

Joanna Ferris (Rosemary Forsyth – Halász Judit (színművész)/Garami Rita) épp telefonon beszél híres krimiíró férjével, Jamesszel (Martin Milner – Szersén Gyula/Koroknay Géza), amikor hirtelen lövés zaját hallja a háttérben, ugyanis a férfit pont akkor ölte meg valaki. Az asszony azt hitte, beszélgetésük pillanatában James az irodájában volt, amivel Joanna a tudtán kívül tökéletes alibit szolgáltat férje gyilkosának, Jamesszel összekülönbözött szerzőtársának, Ken Franklinnek (Jack Cassidy –Mécs Károly/Juhász Jácint), aki nem sokat tétlenkedik, hanem olyan hamis nyomokat és bizonyítékokat gyárt az ügy kapcsán, melyek arra utalnak, Ferris kapcsolatban állt az alvilággal, s ők végeztek vele…
- 1x02 Besegít a halál – 73 perc (Death Lends a Hand; 1971/10/6)

Arthur Kennicut (Ray Milland – Tyll Attila/Buss Gyula) egyre inkább meg van győződve felesége (Pat Crowley – Drahota Andrea/Takács Katalin (színművész)) hűtlenségéről, s azért, hogy kételyeit végleg eloszlassa, felfogad egy Brimmer nevű magánnyomozót (Robert Culp – Tordy Géza/Mécs Károly), aki, miután kideríti, hogy megbízója neje valóban szeretőt tart, elkezdi zsarolni az asszonyt, hogy rajta keresztül jusson a férje érdekeltségébe tartozó bizalmas információkhoz. Mrs. Kennicut meglepő döntésre szánja el magát: inkább mindent bevall férjének, teljesen felborítva ezzel a kapzsi magándetektív jól kiagyalt terveit, s Brimmer nem is sejti, hogy telhetetlensége előbb vagy utóbb a vesztét okozza majd…
- 1x03 Holt tárgyak – 73 perc (Dead Weight; 1971/10/27)

Helen Stewart (Suzanne Pleshette – Almási Éva/Györgyi Anna), a kedves, ámde hiszékeny hajadon egy nap véletlenül szemtanúja lesz egy gyilkosságnak, amiről maga a gyilkos, Martin Hollister (Eddie Albert – Mádi Szabó Gábor) egykori katonatiszt és háborús hős is tudomást szerez, s úgy próbálja meggyőzni a nőt, hogy nem őt látta aznap gyilkolni, hogy elkezd neki udvarolni, s sikerül is neki ügyesen manipulálnia Helent. Columbót nem csupán a szemtanú egyre bizonytalanabb vallomása akadályozza az ügy megoldásában, hanem az a tény is, miszerint eddig még nem került elő sem a gyilkos fegyver, sem pedig maga a holttest…
- 1x04 Képek keret nélkül – 73 perc (Suitable for Framing; 1971/11/17)

A rendkívül megnyerő modorú, sármos és neves műkritikus, Dale Kingston (Ross Martin –Latinovits Zoltán/Sztankay István) elhatározza, megöli gazdag nagybátyját, akivel soha nem jött ki jól, s aki azzal fenyegette, megváltoztatja végrendeletét, amiből kihagyja őt. Egy este Kingston lelövi bácsikáját, és rablótámadásként tünteti azt fel, amihez segítségként felhasználja szeretőjét, a törekvő, ám kevéssé tehetséges fiatal festőnőt, Tracy O'Connort (Rosanna Huffman – Pálos Zsuzsa). Kingston biztosra veszi, hogy mint egyedüli közeli hozzátartozó, ő örökli majd nagybátyja műtermét, nem beszélve az értékes festménygyűjteményről, ám a végrendelet felolvasásakor az érintetteket bizony nem kis meglepetés éri…
- 1x05 A türelmetlen hölgy – 73 perc (Lady in Waiting; 1971/12/15)

A jómódú, arrogáns üzletember, Bryce Chadwick (Richard Anderson – Kristóf Tibor/Barbinek Péter) vezeti jól menő családi vállalkozásukat, amióta apja meghalt, anyja pedig rábízta a céget. Bryce zárkózott, visszavonultan élő húga, Beth (Susan Clark – Győry Franciska/Kubik Anna) nemrég viszonyt kezdett családjuk jogi képviselőjével, Peter Hamiltonnal (Leslie Nielsen – Izsóf Vilmos/Gruber Hugó), s hamarosan össze is házasodnának, ám a nő bátyja ellenzi kapcsolatukat, azzal az indokkal, hogy az ügyvéd csak húga vagyonára ácsingózik. Bryce azzal fenyegetőzik, kitagadja testvérét a családi örökségből, amennyiben Beth nőül megy szerelméhez. A nő dühös lesz, amiért testvére beleszól magánéletébe, s komoly, végleges döntésre szánja el magát: megöli Bryce-t, hogy az ne szabjon gátat a házasságának. A gyilkosságot ravasz módon, balesetként tünteti fel a rendőrség előtt, de Columbo ismét gyanakodni kezd… (Ebben az epizódban is becsúszik egy apró szinkronhiba: az 59. perc körül Columbo a villanykörte élettartamát 75-80 órának mondja, ami szerinte napi tíz órával számolva két hónap; ez persze hibás számolás – és valóban, nem Columbo érdemel egyest matekból, hanem a szinkron, ui. eredetiben 700-800 óráról van szó.)
- 1x06 Rövid szivar – 72 perc (Short Fuse; 1972/1/19)

A konok, forrófejű, ám rendkívül tehetséges fiatal férfi, Roger Stanford (Roddy McDowall – Kern András/Maros Gábor) mint fejlesztő-kutató, fontos és értékes újításokat próbál keresztülvinni családi cégénél, ám rosszindulatú nagybátyja, David (James Gregory – Somogyvári Rudolf/Makay Sándor) egy napon közli vele, hogy nemsokára elbocsátja őt, a vállalatot pedig eladja. Ahhoz, hogy tervét megvalósíthassa, pont kapóra jönnek neki az unokaöccse múltjában talált szégyenfoltok, úgyis mint autólopás, drog és játékszenvedély, csakhogy David bácsi felesége, Doris (Ida Lupino – Náray Teri/Halász Aranka) nagyon szereti Rogert és teljes mértékben megbízik benne, s ő sem akarja elveszíteni cégüket. Roger ördögi tervet eszel ki, mivel nem hajlandó engedni bácsikája gátlástalan zsarolásának…
- 1x07 Gyilkosság tervrajz alapján – 72 perc (Blueprint for Murder; 1972/2/9)

A nyers stílusú, goromba milliomos, Beau Williamson (Forrest Tucker – Dobránszky Zoltán) már napok óta nem adott életjelet magáról volt feleségének, Goldie-nak (Janis Paige – Orosz Helga), mire az asszony bejelentést tesz a rendőrségen, ugyanis azt gyanítja, exférjét valaki eltette láb alól, habár Williamson jelenlegi neje, az ifjú Jennifer (Pamela Austin – Sajgál Erika), és szeretője, az eltűnt férfi üzlettársa, Elliot Markham (Patrick O'Neal – Bács Ferenc) váltig állítják, hogy az öregúr nyilván szokásos utazgatásai egyikén van. Columbo is gyanút fog az esetleges gyilkossággal kapcsolatban, mivel Williamson megvonta támogatását Markham nagy ívű várostervezésétől, ám a holttestet még mindig nem találja sehol…

### Második évad (1972–1973, 8 epizód)
- 2x01 Fekete etűd – 92 perc (Etude in Black; 1972/9/17)

A fiatal és tehetséges zongoraművésznő, Jennifer Welles (Anjanette Comer – Tóth Ildikó (színművész)) azzal kezdi zsarolni szeretőjét, a híres karmestert, Alex Benedictet (John Cassavetes – Juhász Jácint/Tordy Géza), hogy a világ tudtára fogja adni szerelmi viszonyukat, ha nem vállalja őt a világ előtt. Erre a férfi úgy dönt, örökre elhallgattatja teherré vált kedvesét, mivel retteg a botránytól, s nem kevésbé befolyásos anyósától (Myrna Loy – Tábori Nóra/Szabó Éva (színművész)), aki a férfi által vezényelt szimfonikus zenekar igazgatóságának feje.
- 2x02 Melegházi dzsungel – 70 perc (The Greenhouse Jungle; 1972/10/15)

Tony Goodland (Bradford Dillman – Tahi Tóth László) mindent elkövet, hogy visszahódítsa hűtlen feleségét, ám hiába vagyonos a férfi, Cathy (Sandra Smith – Sunyovszky Szilvia/Bencze Ilona) mégis inkább a csinos, vonzó síoktató karjaiban lel boldogságra. A megcsalt férj segítségére siet nagybátyja, Jarvis (Ray Milland – Mensáros László/Buss Gyula), aki megoldást kínál rokonának a kellemetlen helyzetre: azt javasolja Tonynak, rendezze meg saját elrablását, hogy felkeltse vele Cathy aggodalmát, s ennek következtében az asszony visszatérjen hozzá. Tony nem is sejti, hogy nagybátyja ezt a tervet használja fel arra, hogy őt meggyilkolja a vagyonáért. (A magyar szinkronban az orchideák ára tízszeresére megy fel; 1200-ról 12 000 dollárra)
- 2x03 A döntő játszma – 70 perc (The Most Crucial Game; 1972/11/5)

Az ismert és eredményes futballcsapat aranyifjú tulajdonosát, Eric Wagnert (Dean Stockwell – Végh Péter) meggyilkolják, holttestét pedig a saját kerti medencéjében találják meg. Első látásra a jelek balesetre utalnak, ám a dörzsölt és intelligens hadnagy most sem zárja le ilyen könnyedén az esetet, habár első számú gyanúsítottja, Paul Hanlon (Robert Culp – Tordy Géza/Szersén Gyula) látszólag megdönthetetlen alibivel rendelkezik az elkövetés időpontjára nézve…
Ebből az epizódból tudjuk meg, hogy Columbo unokaöccsének magyar felesége van.
- 2x04 Columbo a panoptikumban – 93 perc (Dagger of the Mind; 1972/11/26)

A londoni színészházaspár, Lilian Stanhope (Honor Blackman – Kovács Nóra) és Nicholas Frame (Richard Basehart – Gera Zoltán (színművész)) a tehetős Sir Roger Haversham (John Williams – Buss Gyula) támogatását szeretnék elnyerni a Macbeth legújabb színre állításához is, akit már régóta használnak ki anyagilag. A lordot Lilian a cél érdekében még el is csábítja, miután azonban a férfi rájön a turpisságra, szóváltásba majd dulakodásba keveredik velük, mikor is a nő véletlenül megöli. Ezután a pár gyorsan úgy állítja be a dolgokat, mintha balesetben vesztette volna az életét; holttestét egy kellékes kosárban a házába csempészik. Nem számolnak azonban az épp Londonba látogató Columbo hadnaggyal, aki eredetileg szakmai eszmecserére érkezett a Scotland Yardhoz, de ha már ott van, ezt az esetet is segít felderíteni…
- 2x05 Rekviem egy hullócsillagért – 70 perc (Requiem for a Falling Star; 1973/1/21)

A filmvászon egykori felkapott sztárja, az örök díva, Nora Chandler (Anne Baxter – Kohut Magda/Bencze Ilona) sértődött, mellőzött asszony, aki ifjúságát és régmúlt karrierjét siratja, ráadásul hűséges személyi titkárnője, Jean (Pippa Scott – Földi Teri/Balogh Erika) pont ahhoz az emberhez készül feleségül menni, aki már régóta megkeseríti Nora életét állandó zsarolásaival. A színésznő úgy dönt, végleg eltakarítja az útból Jean vőlegényét, Jerry Parkst (Mel Ferrer – Fülöp Zsigmond (színművész)/Rajhona Ádám). Bombát helyez a férfi kocsijába, aki épp aznap készül az esküvőjére, csakhogy a robbanószerkezet – látszólag – célt téveszt, és nem Parks hal meg az autóban, hanem a boldog menyasszony…
- 2x06 Gyilkosság a műtőasztalon – 70 perc (A Stitch in Crime; 1973/2/11)

Dr. Barry Mayfield (Leonard Nimoy – Juhász Jácint), az orvos, aki a munkájának él, megtudja, hogy kollégája, dr. Edmund Hiedeman (Will Geer – Kenderesi Tibor) egy külföldi szívsebészt hív vendégül ahhoz a kutatáshoz kapcsolódóan, amin ők ketten már régóta együtt dolgoztak. A csalódott férfi bosszúra készül kutatótársa ellen, és a véletlen a kezére játszik: pár nap múlva Hiedeman szívbillentyű-betegség következtében a kezei közé kerül a műtőben. Ő felszívódó műtéti fonallal végzi az operációt, arra számítva, hogy így Hiedeman rövidesen meghal. A sebész útjából azonban még nem minden akadály tűnt el, ugyanis az egyik műtősnő (Anne Francis – Kováts Kriszta), aki segédkezett Hiedeman operációjánál, különös összefüggésekre jön rá, ami végül az életébe kerül…
- 2x07 Matt két lépésben – 70 perc (The Most Dangerous Match; 1973/3/4)

A briliáns elméjű zseni, a nagyothalló sakknagymester, Emmett Clayton (Laurence Harvey – Mihályi Győző) világhíre és saját büszkesége kerül veszélybe, amikor volt szerelme (Heidi Brühl – Pápai Erika), a szakításuk miatt érzett bosszútól vezérelve eléri, hogy a férfit nem akárki, hanem egyenesen a nyugalomba vonult, óriási tehetség, a veretlen orosz, Tomlin Dudek (Jack Kruschen – Szabó Ottó) szorongassa meg a sakkasztalnál. Clayton pánikba esik vereségének még csak a lehetőségétől is, és kétségbeesett lépésre szánja el magát: örökre megszabadul aggasztó ellenfelétől, ezért még kettejük döntő játszmája előtt végez a férfival, hogy mentse becsületét.

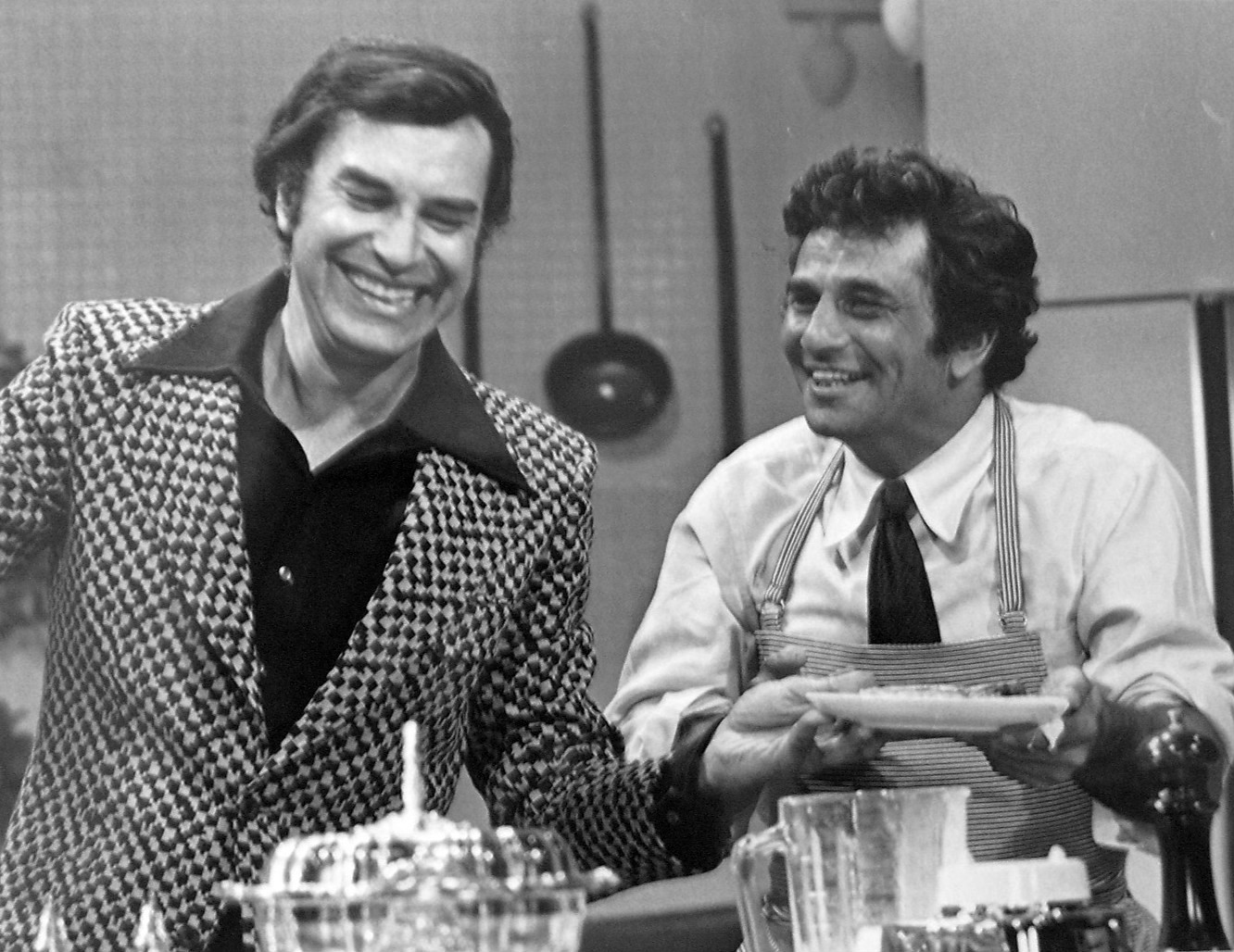
Martin Landau és Falk a Kettős ütés című epizódban (1973)

- 2x08 Kettős ütés – 70 perc (Double Shock; 1973/3/25)

A fiatal és csinos Lisa Chambers (Julie Newmar – Hegyi Barbara) épp készült hozzámenni a nála jóval idősebb, visszavonult fitnesz-bajnokhoz, Clifford Parishez (Paul Stewart – Elekes Pál (színművész)), amikor a férfi meghal, s első látszatra egyszerű szívrohamnak tűnt a hatóságok számára, tekintettel az áldozat életkorára. Ám Columbo valami mást, gyilkosságot sejt az eset mögött, melynek fő gyanúsítottjai egy ikerpár, nevezetesen Dexter és Norman Paris (Martin Landau – Helyey László), az elhunyt iker unokaöccsei, akik valóságos vagyont örökölnének idős nagybátyjuk után…

### Harmadik évad (1973–1974, 8 epizód)
- 3x01 A gyönyörű gyilkos (Lovely But Lethal; 1973/9/23)

Viveca Scott (Vera Miles – Dallos Szilvia/Béres Ilona), a csinos, intelligens és sikeres üzletasszony egy jól menő kozmetikai cég feje, ám amilyen szép, olyan hidegvérű, ha cége jövőjéről van szó. Céljai eléréséhez nem átallja még a saját kollégáját, az ifjú Karl Lessinget (Martin Sheen – Szacsvay László/Mihályi Győző) is megölni.
- 3x02 Vihar egy pohár borban (Any Old Port in a Storm; 1973/10/7)

Adrian Carsini (Donald Pleasence – Mensáros László/Blaskó Péter), a legnemesebb borok elkötelezett szakértője pánikba esik, amikor féltestvére Rick (Gary Conway – Csankó Zoltán) bejelenti, szándékában áll eladni a családi borászatot, hogy a pénzből fedezni tudja közelgő esküvője költségeit. Carsini úgy dönt, örökre eltünteti az útból önző öccsét, a bűntényt pedig balesetnek álcázza majd a rendőrség előtt…
- 3x03 A bűn jelöltje (Candidate for Crime; 1973/11/4)

Nelson Hayward (Jackie Cooper – Szabó Ottó/Oszter Sándor), a tehetséges és ambiciózus szenátorjelölt hűséges kampányfőnöke, Harry Stone (Ken Swofford – Csurka László) kitalál egy álhírt a nyilvánosság számára, hogy ezzel is növelje főnöke népszerűségét és szavazóinak számát. Stone azt hiteti el a sajtóval és a rendőrséggel, hogy a politikus ellenségei gyilkossággal fenyegetőznek, amit a rafinált Hayward végül a saját hasznára fordít, ugyanis amikor megöli kampányfőnökét, aki túl sokat tud róla, mindenki azt fogja hinni, hogy valójában ő volt az igazi célpont…
- 3x04 Kettős vágás (Double Exposure; 1973/12/16)

Dr. Bart Keppel (Robert Culp – Fülöp Zsigmond/Kovács István (színművész, 1944)) oly módon akar előrébb jutni szakmai téren, hogy főnökét, Victor Norrist (Robert Middleton – Tánczos Tibor (színművész)/Ujlaki Dénes) zsarolva jogtalan előnyökhöz jut munkahelyén, egy neves reklámcégnél. Ám Norris kezdi megelégelni alkalmazottja telhetetlen viselkedését, de még mielőtt feljelentené Keppelt, a doktor, egy szubliminális üzenet segítségével elteszi láb alól fellázadt főnökét, ráadásul a gyanút a néhai Norris feleségére (Louise Latham – Bánki Zsuzsa (színművész)/Jani Ildikó) tereli.
- 3x05 Kézirat vagy halál (Publish or Perish; 1974/1/18)

Alan Mallory (Mickey Spillane – Kárpáti Tibor), a felkapott detektívregény-író azzal áll elő kiadója vezetőjének, Riley Greenleafnek (Jack Cassidy – Juhász Jácint), hogy át szeretne szerződni egy másik könyvkiadóhoz, ami cseppet sem tetszik főnökének, így az úgy határoz, végleg kiiktatja Malloryt, akinek mellesleg igen nagy értékű életbiztosítása van…
- 3x06 Columbo és az MM7-es robot (Mind Over Mayhem; 1974/2/10)

Dr. Marshall Cahill (José Ferrer – Tolnai Miklós), a zseniális intelligenciájú tudós hidegvérrel megöli egyik munkatársát (Lew Ayres – Somogyvári Pál), amikor az megfenyegeti a kutatót, hogy kitálal a sajtónak arról, hogy Cahill fia (Robert Walker Jr. – Laklóth Aladár) egy néhai kollégájától lopta el annak egyik tudományos felfedezését. Amikor Columbo nyomozni kezd az ügyben, falakba ütközik, ugyanis Cahill fiának pszichiátere, Ms. Nicholson (Jessica Walter – Málnai Zsuzsa) nem válaszolhat a hadnagy kérdéseire, orvosi titoktartási kötelezettségére hivatkozva.
- 3x07 Hattyúdal (Swan Song; 1974/3/3)

A népszerű és sikeres country-énekes, Tommy Brown (Johnny Cash – Sztankay István) a felesége vezette női kórussal lép fel rendszeresen templomi alkalmakon, mivel Edna (Ida Lupino – Bodnár Erika) már-már fanatikus hittérítőként viselkedik, aki már házasságuk kezdete óta zsarolja férjét. Tommy nem akarja, hogy kiderüljön a sajtó számára, egyszer már volt börtönben. Edna a koncerteken befolyt összegek nagyobb részét templomok építésére és egyéb egyházi tevékenységekre költi, ami miatt Brown meggyűlöli az asszonyt, aki azzal is megfenyegeti őt, hogy feljelenti a rendőrségen, ugyanis a férfi egy kiskorú lánnyal töltötte az éjszakát egy eldugott motelban, amire a feleségnek bizonyítéka is van. Az énekesnek elege lesz követelőző és cinikus nejéből, s úgy határoz, megöli a nőt; repülőgép-balesetnek állítja be, amelynek véletlenül pont ő az egyetlen túlélője, ám Edna öccse (Bill McKinney – Mikula Sándor) gyilkosságot gyanít a háttérben, s bejelentést tesz a rendőrségen…

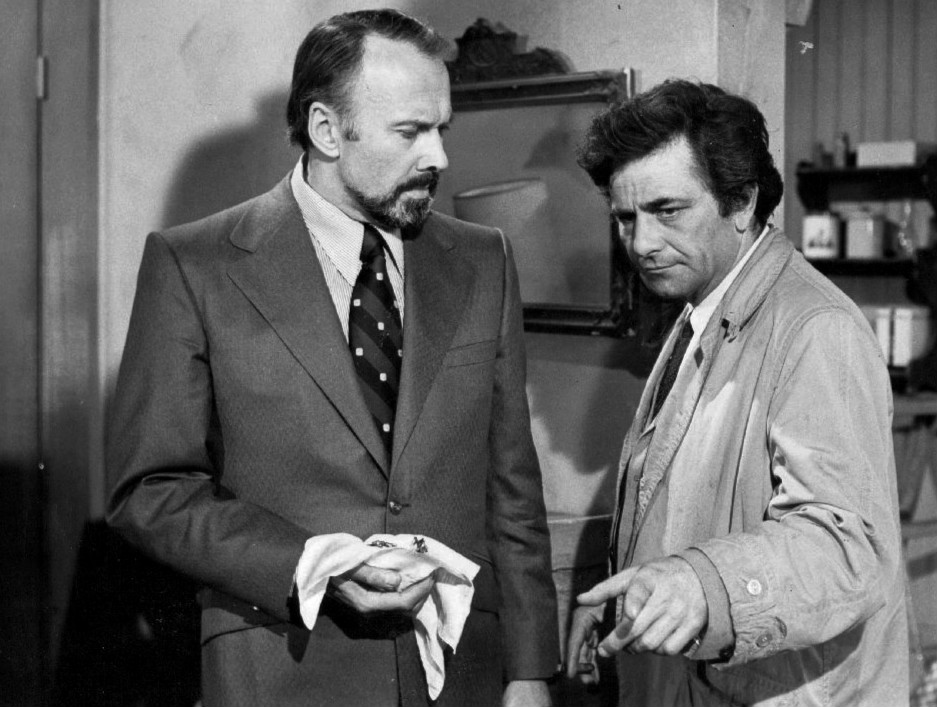
Richard Kiley és Peter Falk a 3. évad 8. epizódjában (Embert barátjáról…, 1974)

- 3x08 Embert barátjáról… (A Friend in Deed; 1974/5/5)

Hugh Caldwell (Michael McGuire – Beregi Péter) hirtelen felindulásból megöli a feleségét, mert az megcsalta, de minden előkészület nélkül azonnal első számú gyanúsított lenne, ezért megkéri barátját, Mark Halperint (Richard Kiley – Reviczky Gábor), hogy segítsen eltussolni a gyilkosságot. Halperin úgy intézi, hogy betörésnek nézzen ki az eset, miközben a férj igyekszik alibit kreálni magának. Ami azonban még megdöbbentőbb, hogy egy nap sem telik el és Halperin ugyanezt kéri Caldwelltől, Halperin ugyanis gazdag feleségétől (Rosemary Murphy – Géczy Dorottya/Tímár Éva) volt kénytelen megszabadulni. Miután Columbo nekiáll nyomozni hamar gyanússá válik számára Halperin, és ez különösen azért érdekes, mert a férfi Columbo felettese a rendőrségnél.

### Negyedik évad (1974–1975, 6 epizód)
- 4x01 Végzetes gyakorlat (An Exercise in Fatality; 1974/9/15)

A sztori középpontjában a remek fizikummal rendelkező ötvenes férfi, Milo Janus (Robert Conrad – Sinkó László/Harsányi Gábor) áll, aki rátermett és okos üzletemberként sikeresen kiépített egy egészségközpontokból álló hálózatot. Üzlettársa, Gene Stafford (Philip Bruns – Beregi Péter) gyanút fog, hogy Janus milyen tisztességtelen tranzakciók árán hozta létre vállalkozásukat, amit a férfi tudtára is ad, aki megijed a lehetséges következményektől, amennyiben Stafford kitálal erről a nyilvánosságnak. A kétségbeesett Janus, hogy védje saját és cége becsületét, végzetes elhatározásra jut: kiiktatja fenyegetést jelentő munkatársát. Már a nyomozás kezdetén sziklaszilárdnak tűnő alibivel szolgál a hadnagy számára, ám Columbo valamiért mégis titkot sejt a háttérben…
- 4x02 Negatív reakció (Negative Reaction; 1974/10/6)

Paul Galesko (Dick Van Dyke – Szokolay Ottó), a tehetős és ismert fényképész szeretne örökre megszabadulni feleségétől (Antoinette Bower), s azt terveli ki, hogy megrendezi az asszony elrablását, aztán lelövi őt, a gyilkosságot pedig az állítólagos emberrablóra, a börtönviselt Alvin Deschlerre (Don Gordon) keni. Csakhogy Columbo, bár már minden adat Deschler bűnösségét támasztja alá, nem hisz a látszatnak, s tovább vizsgálódik az ügy valós körülményeinek felderítése érdekében.
- 4x03 Hajnali derengés (By Dawn's Early Light; 1974/10/27)

Lyle C. Rumford (Patrick McGoohan – Dózsa László), a szigorú és hagyománytisztelő ezredes kétségbe esik, amikor az általa irányított, bentlakásos katonai kiképző iskola jövője veszélybe kerül az intézmény alapítójának unokája, William Haynes (Tom Simcox) miatt, aki be akarja záratni az iskolát, s helyére koedukált gimnáziumot építeni. A két férfi mindig is ellenszenvezett egymással, ugyanis Haynes évekkel korábban, kadétként Rumford alatt szolgált, aki kegyetlenül bánt az elkényeztetett, gazdag fiúval. Rumford megpróbálja meggyőzni Haynest, hogy gondolja meg magát elhatározásával kapcsolatban, ám eredménytelenül. Ekkor az ezredes végzetes lépésre szánja el magát, hogy megmentse szeretett iskoláját: meggyilkolja Haynest, s az egyik kadét gondatlanságának állítja be a bűntényt…
- 4x04 Zavaros vizeken (Troubled Waters; 1975/2/9)

Rosanna Wells (Poupée Bocar), az ünnepelt énekesnő részt vesz egy óceáni hajóutazáson Mexikó felé, s az utasok között ott van a nő szeretője is, egy házas ember, akit Rosanna azzal zsarol, felfedi viszonyukat a férfi neje előtt, ha a vagyonos és magas státuszú Hayden Danziger (Robert Vaughn) nem fizet neki tekintélyes összeget, cserébe a hallgatásáért. Danziger azonban nem hagyja magát manipulálni, ezért úgy dönt, a kellemetlen probléma megoldása érdekében, nem pénzzel, hanem más módon hallgattatja el örökre szeretőjét. A gyilkosság elkövetésének időpontjára sziklaszilárd alibit gyártott magának, s a gyanút ügyesen egy bizonyos Lloyd Harringtonra (Dean Stockwell) terelte, aki zongoristaként dolgozik az óceánjáró éttermében. Amikor már-már azt hiszi az elkövető, hogy senki nem tudja majd rábizonyítani a bűntényt, kiderül, hogy szerencsétlenségére az utasok között van az éles eszű Columbo hadnagy is, felesége társaságában, aki épp pihenését tölti.
- 4x05 Visszajátszás (Playback; 1975/3/2)

Egy jólmenő családi nagyvállalat elnöknője, Margaret Midas (Martha Scott) egy napon közli vejével, Harold Van Wyckkel (Oskar Werner), hogy le kell mondania a cég vezérigazgatói posztjáról Margaret fia, Arthur (Robert Brown) javára, ám Harold nem hajlandó megválni hatalmától, így elhatározza, hogy végérvényesen eltünteti az útból rosszindulatú anyósát, s így ő maradhat a vállalat élén.
- 4x06 Halálos lelkiállapot (A Deadly State of Mind; 1975/4/27)

Dr. Mark Collier (George Hamilton – Tahi Tóth László/Gesztesi Károly) egy neves pszichiátriai intézet vezetője, mégis áthág egy fontos orvosetikai szabályt azzal, hogy titokban viszonyt folytat egyik páciensével, Nadia Donnerrel (Lesley Ann Warren), akinek a férje (Stephen Elliott) tudomást szerez neje hűtlenségéről, s megfenyegeti a doktort: ország-világ elé tárja, hogy etikálatlan orvosként viselkedett, ami bizonyosan szétzúzná Collier karrierjét. A ravasz pszichiáter elhatározza, végleg eltünteti az útból fenyegetőző vetélytársát…
Az epizód végén két hiba is megjelenik a magyar szinkronban. Egyrészt az eredetiben David Morris hangzik el, a magyar változatban Dick Morris. Másrészt őt Columbo Daniel Morris bátyjaként (brother) mutatja be, holott Danielt Jack Manning (1916), fivérét Fred Draper (1923) alakítja.

### Ötödik évad (1975–1976, 6 epizód)
- 5x01 Elfelejtett hölgy (Forgotten Lady; 1975/9/14)

Grace Wheeler Willis (Janet Leigh) egykor híres színész- és táncosnő volt, mostanában viszont már visszavonultan éli életét férje (Sam Jaffe) oldalán. Úgy gondolja ideje visszatérnie a rivaldafénybe, de dúsgazdag orvos férje ellenzi az elképzeléseit. Az asszony azonban nem enged karrierje újraindításából, ezért elteszi az útból akadályt jelentő férjét…
- 5x02 Diplomáciai mentesség (A Case of Immunity; 1975/10/12)

Egy arab diplomata, bizonyos Hassan Salah (Héctor Elizondo – Gesztesi Károly) azt tervezi, végleg megszabadul ellenfelétől, a szintén arab származású Youssef Alafa (André Lawrence) nevű vezértől, a gyilkosságot pedig egy rivális terrorszervezet merényleteként fogja feltüntetni a hatóságok előtt. Ördögi tervéhez nem átallja még jó barátját, Rachman Habibot (Sal Mineo) is felhasználni, aki, miután tudtán kívül Salah segítségére volt, nem is sejti, hogy ő lesz a gátlástalan gazember következő áldozata. Az ifjú király (Barry Robins) segítségével Columbo ráveszi, hogy mondjon le immunitásáról, akkor legalább életben marad.
- 5x03 Személycsere (Identity Crisis; 1975/11/2)

A jól szituált Nelson Brenner (Patrick McGoohan) környezete szemében egy tehetséges reklámtanácsadó, ám van egy másik élete is, amiben mint álcázott kém tevékenykedik hazája szolgálatában. Egykori munkatársát, egy bizonyos Geronimo fedőnevű férfit (Leslie Nielsen – Kristóf Tibor/Gruber Hugó) azzal bízza meg, hogy szerezzen meg egy nemzetbiztonsági szempontból rendkívül fontos mikrofilmet, csakhogy a küldetés teljesítése gyilkolással is együtt jár, amit rafinált módon egy egyszerű utcai rablásnak kell álcáznia…
- 5x04 Becsületbeli ügy (A Matter of Honor; 1976/2/1)

Luis Montoya (Ricardo Montalbán) híres, visszavonult mexikói torreádor, aki ma is büszke elért eredményeire. Egyik nap egy megvadult bika szabadul ki az arénában Montoya birtokán és megsebesíti Montoya egyik régi barátjának, Hectornak (Robert Carricart) a fiát, Currót (A Martinez). Montoya megpróbálja megállítani a bikát, ám a bika közeledtére leblokkol, sokkot kap. Hectornak kell közbelépnie, aki sikeresen vissza is zavarja az állatot. Currot kórházba szállítják, Montoya viszont úgy érzi a becsületén esne csorba, ha kiderülne mi történt, ezért el kell tennie Hectort láb alól. Úgy intézi, hogy Hector halála a bika támadásának látszódjon, de az épp Mexikóban nyaraló Columbónak, aki besegít a nyomozásba, rögtön gyanús lesz az ügy…
- 5x05 A szemfényvesztő (Now You See Him…; 1976/2/29)

A híres illuzionista és bűvész, Santini (Jack Cassidy – Juhász Jácint) egyik előadása közben beoson üzlettársa, Jesse Jerome (Nehemiah Persoff – Hollósi Frigyes) irodájába és lelövi a férfit, aki már több éve zsarolta őt, mivel a bűvész múltjával kapcsolatban kényes információk jutottak a birtokába, amik ha kitudódnának, börtönbe juttathatnák őt. Ezen információk szerint a művésznév mögött valójában egy Budapesten is megfordult náci háborús bűnös áll. Santini, aki már-már azt hitte, elkövette a tökéletes gyilkosságot, melynek időpontjára megdönthetetlennek látszó alibit kreált magának, szembekerül a briliáns logikájú hadnaggyal, akinek a végén azért mégiscsak sikerül rábizonyítania a bűntényt…
- 5x06 Utolsó üdvözlet a kapitánynak (Last Salute to the Commodore; 1976/5/2)

Otis Swanson (John Dehner) egy jachtcég gazdag tulajdonosa, aki minden jel szerint vízbe fulladt egy hajóbaleset során. Columbo azonban gyanúsnak találja a halál körülményeit, főleg azért, mert több rokon is ácsingózott az öregúr vagyonára. A szimata alapján Swanson kapzsi sógorára, Charles Clayre (Robert Vaughn) gyanakszik, okkal, mivel neki is köze van a halálesethez, ám váratlanul valaki Clayt is elteszi láb alól…

### Hatodik évad (1976–1977, 3 epizód)
- 6x01 Két detektív, egy gyilkosság (Fade in to Murder; 1976/10/10)

Ward Fowler (William Shatner – Szersén Gyula), a népszerű sorozatsztár kezd ráunni producerére, Claire Daley-re (Lola Albright), aki egyben a szeretője is a férfinak, s aki már évek óta sakkban tartja egy múltbéli cselekedete miatt. A mindenre elszánt színész végül úgy dönt, megöli egykori kedvesét, a gyilkosságot pedig rablótámadásként tünteti föl, ám arra még Fowler sincs felkészülve, hogy az ügyet pont a dörzsölt, sokat látott és tapasztalt Columbo hadnagy kapja meg.
- 6x02 Régimódi gyilkosság (Old Fashioned Murder; 1976/11/28)

Ruth (Joyce Van Patten) és Edward Lytton (Tim O'Connor) egész életükben közösen igazgatták a családi múzeumot, de mostanában nem megy túl jól az üzlet. Edward ezért szeretné eladni a létesítményt, Ruth azonban a testvérgyilkosságtól sem riad vissza, hogy megtartsa szülei hagyatékát, amire fiatalságát áldozta…
- 6x03 A szuperintelligens gyilkos csődje (The Bye-Bye Sky High IQ Murder Case; 1977/5/22)

Oliver Brandt (Theodore Bikel – Szilágyi Tibor (színművész)/Papp János) kimagasló intelligenciájú ember, akinek a felesége (Samantha Eggar) azonban igencsak költekező életmódot folytat. Brandt szeretné megtartani az asszonyt, ezért elsikkasztja cége ügyfeleinek a pénzét. Miután üzleti partnere, Bertie Hastings (Sorrell Booke – Horváth Gyula (színművész, 1930–2005)/Horkai János) rájön Brandt mesterkedéseire, megfenyegeti, hogy kitálalja őket, ezért Brandt zseniális tervet eszel ki, hogy eltegye láb alól Bertie-t. Csak azzal nem számol, hogy Columbónak talán nála is több esze van…

### Hetedik évad (1977–1978, 5 epizód)
- 7x01 Kapj el, ha tudsz! (Try and Catch Me; 1977/11/21)

Abigail Mitchell (Ruth Gordon – Komlós Juci), a híres krimiírónő szentül meg van győződve arról, hogy unokahúga haláláért annak férje, Edmund Galvin (Charles Frank) a felelős. Ezután számára csak egyetlen dolog ad értelmet az életnek: megbosszulni unokahúga tragikus halálát, így adandó alkalommal megtervezi és végrehajtja a majdnem tökéletes bűntényt…
- 7x02 Az ínyenc gyilkos (Murder Under Glass; 1978/1/30)

Paul Gerard (Louis Jourdan – Szersén Gyula), a neves és ismert, minden hájjal megkent, kiváló ételkritikus már évek óta a markában tartja Los Angeles egyik legtehetősebb étterem tulajdonosát (Michael V. Gazzo), aki kénytelen rendszeresen fizetni a szakértőnek, hogy az dicsérő kritikát jelentessen meg étterméről az újságokban és a tévében, s így elkerülje vállalkozása csődbemenetelét, csakhogy az üzletember egy napon megelégeli az állandó zsarolást, s megfenyegeti a gasztronómiai szakembert, hogy feljelenti őt a rendőrségen, amit Gerard természetesen nem engedhet, így végső megoldásra szánja el magát: gyilkolni fog, hogy mentse az irháját.
- 7x03 Ölj meg, ölelj meg! (Make Me a Perfect Murder; 1978/2/28)

Kay Freestone (Trish Van Devere), aki éveken át lelkiismeretesen, kötelességtudóan végezte munkáját egy tévétársaság középvezetőjeként, jogosan reménykedett abban, hogy hamarosan előléptetik, elvégre a nő egy ideje már főnöke (Laurence Luckinbill) szeretője volt. Azonban legnagyobb megdöbbenésére pont szerelme az, aki meggátolja munkahelyi előmenetelét, gúnyt űzve ezzel barátnőjéből, aki sértettségében elhatározza, bosszút áll szeretőjén: megöli a férfit egy pisztollyal. Kaynek a gyilkosság időpontjára megdönthetetlennek látszó alibije van, ami rendkívül megnehezíti a nyomozással megbízott hadnagy dolgát, aki nem csupán a nőt, hanem másokat is megnevez lehetséges elkövetőként.
- 7x04 Gyilkosság telefonhívásra (How to Dial a Murder; 1978/4/15)

A sikeres és köztiszteletnek örvendő pszichológus-agyterapeuta, dr. Eric Mason (Nicol Williamson – Reviczky Gábor) betanítja két harcikutyáját, felhasználva őket egy előre eltervezett, rafinált gyilkosság végrehajtására, ahol az áldozat nem más, mint dr. Charles Hunter (Joel Fabiani), Mason legjobb barátja, akin azért akar bosszút állni a pszichológus, mert Mason néhai felesége, aki nem sokkal korábban lett öngyilkos, egy ideig titkos viszonyt folytatott Hunterrel.
- 7x05 Az összeesküvők (The Conspirators; 1978/5/13)

Joe Devlin (Clive Revill), az ismert író-előadó társaival az északír forradalmároknak csempésznek fegyvert. A legújabb fegyverszállítmányt lebonyolító fegyverkereskedő (Albert Paulsen) azonban át akarja verni Devlinéket, ezért az lelövi a férfit. Miután Columbo elkezd nyomozni az ügyben, Devlinnek nemcsak az okvetetlenkedő nyomozó okoz fejfájást, de még új fegyverszállítmányról is gondoskodnia kell...

### Nyolcadik évad (1989, 4 epizód)
- 8x01 Columbo a guillotine alatt (Columbo Goes to the Guillotine; 1989/2/6)

Max Dyson (Anthony Zerbe – Csurka László) ismert bűvész volt, amíg saját műhelyében, saját speciális guillotine-ja le nem fejezte. Columbónak azonnal gyanús lesz az ügy, és nyomozása során eljut egy állítólagos médiumhoz, Elliott Blake-hez (Anthony Andrews), akinek, mint a hadnagy kideríti igencsak volt indoka eltenni láb alól Dysont, és akinek különleges képességeit kis gyakorlással még Columbo is képes birtokolni… (A magyar szinkronos verzióban a „psychic” (helyesen: „látnok”) kifejezést tévesen „pszichológusnak” fordították.)
- 8x02 Gyilkosság, füst és árnyak (Murder, Smoke and Shadows; 1989/2/27)

Alex Bradeyhez (Fisher Stevens – Stohl András), a sikeres ifjú rendezőhöz egy nap bekopog régi barátja, Leonard Fisher (Jeff Perry), hóna alatt egy filmmel, amin Bradey pályája kezdetén, egy forgatáson meghal Fisher húga, és a kétségbeesett fiatal rendező hagyja a lányt meghalni. Amikor Fisher megtudja mi is történt voltaképp, bosszúból tönkre akarja tenni a neves rendező karrierjét, aki ezért megöli…
- 8x03 A nős detektív és a szex (Sex and the Married Detective; 1989/4/3)

Dr. Joan Allenby (Lindsay Crouse), a híres szexuálterapeuta elköszön szeretőjétől és üzlettársától (Stephen Macht), mert elutazik egy konferenciára, ám a repülő a köd miatt nem tud felszállni, ezért visszamegy. Ott azonban kellemetlen meglepetés éri: a férfi egy másik nővel hentereg az ágyban és mit sem tudva, hogy az asszony kihallgatja őket gúnyolódnak rajta. A sértett önérzetű asszony példás bosszút forral: néhány napra rá egy alibit biztosító rendezvényről elszökve, magát parókával elmaszkírozva ismeretlenül felcsípi mit sem sejtő csélcsap szeretőjét, aki hamar lépre megy, hogy a remélt együttlét előtt az asszony felfedje előtte kilétét és golyót röpítsen belé…
- 8x04 A nagy elterelő hadművelet (Grand Deceptions; 1989/5/1)

Az áldozat ezúttal nem más, mint egy katonatiszt, bizonyos Lester Keegan (Andy Romano – Csurka László), aki igen gyanús körülmények között halt meg egy kiképzőtábor vezetőjeként, miután titkos üzelmekről szerzett tudomást. Az üzelmekhez kötődő gyilkos, Frank Brailie ezredes (Robert Foxworth) olyan ügyesen intézte tettét, hogy még a rendőrségnek is úgy tűnik, baleset történt, s a férfi az egyik éjszakai ellenőrző sétája során véletlenül aknára lépett, ám Columbo természetesen még közel sem tekinti lezártnak az ügyet.

### Kilencedik évad (1989–1990, 6 epizód)
- 9x01 Gyilkosság mint önarckép (Murder, a Self Portrait; 1989/11/25)

Max Barsini (Patrick Bauchau – Dózsa László), a felkapott festőművész és javíthatatlan nőcsábász első feleségét, Louise-t (Fionnula Flanagan) holtan találják a tengerben, minden jel szerint baleset történt, s az asszony nyilván megfulladt. A nő halálával az addigi szerelmi négyszögnek már csak három tagja maradt, Max, második felesége, Vanessa (Shera Danese), és a festő legújabb modellje, a fiatal és vonzó Julie (Isabel García Lorca), akiknek már kezd elegük lenni Max döntésképtelen és önző természetéből, aki nem tud dönteni, kivel éljen inkább, mivel azt állítja, mindkettőjüket szereti, s mindkettőhöz egyformán ragaszkodik. Columbónak egy idő után igen gyanússá válik Max alibije, aki a gyilkosság időpontjában állítólag éppen egy képet festett. Végül a valódi gyilkos személyét pont az áldozat, Louise buktatja le, aki a Maxszal kapcsolatos rémálmait megosztotta pszichiáterével (George Coe) is, aki egy ideje már a szeretője volt az asszonynak. Bizalmas beszélgetéseiket a doktor magnóra is felvette, amiket a hadnagy egyenként kielemez az ügy megoldása érdekében.
- 9x02 Columbo farkast kiált (Columbo Cries Wolf; 1990/1/20)

A híres divatmagazin-tulajdonosnak, Diana Hunternek (Deidre Hall) egyik este titokzatos módon nyoma vész, elképzelhető, hogy meg is ölték. Columbo hadnagynak és embereinek kell kiderítenie hova tűnt. A hadnagy sejti, hogy minden valószínűség szerint a nő fotós élet- és üzlettársa, Sean Brantley (Ian Buchanan) lehet a tettes, mivel a nő a lap eladásáról tárgyalt, és ezután a férfinak nem lett volna maradása a szép modellekkel teli luxusvillában. Viszont akárhogy is próbálkozik, még a birtok átkutatásával sem sikerül értékelhető nyomra, vagy a nő tetemére bukkannia, amit sejtése szerint Brantley ott rejtett el. Hiába bizonygatja a férfi, hogy a nő csak külföldre utazott, a hadnagy nem hisz neki, amíg aztán egyszer csak elő nem kerül épen és egészségesen. A lóvá tett Columbo azonban azt is tudja, hogy a történetnek még nincs vége, és amikor másodszor tűnik el a nő, pontosan tudja mi történt… (az epizódban az általában szégyenlős Columbo tőle szokatlanul kokettál a csinos titkárnővel; '…teljesen szétszórt vagyok!' – mondja az, mire Columbo válasza: 'Én szívesen összeszedném…' Ez a mondat az eredetiben nem is szerepel, a magyar szinkron tréfája)
- 9x03 Egy falatka sajt (Agenda for Murder; 1990/2/10)

Oscar Finch (Patrick McGoohan – Kristóf Tibor), a nagymenő ügyvéd és Paul Mackey (Denis Arndt) képviselőjelölt sikeres politikai út előtt állnak, de évekkel korábban egy szélhámosnak, Frank Staplinnek (Louis Zorich) loptak el fontos iratokat. Staplinnek egy másik ügy miatt bíróság elé kell állnia, és Finchet kéri védőnek. Finch számára elég kellemetlen ez az ügy, de más segítséget nem óhajt Staplin elfogadni, és zsarolni kezdi Finchet a korábbi afférral. Finch lelövi, aztán a halott kezébe teszi a pisztolyt, s mindent úgy rendez, mintha Staplin önkezével vetett volna véget életének.
- 9x04 Nyugodjék békében, Columbo asszony (Rest in Peace, Mrs. Columbo; 1990/3/31)

Vivien Dimitri (Helen Shaver) férje meghalt a börtönben, miután Columbo hadnagy letartóztatta gyilkosságért, amit egy sikkasztási ügy miatt követett el. Az asszony beleőrült a veszteségbe, ezért elhatározza, hogy mindenkit megbüntet, akinek szerinte köze van a férje halálához. Először a férje egykori üzlettársát (Edward Winter) teszi el láb alól, aki anno nem akart segíteni a férjének kimászni a bajból, részben azért is, hogy közel kerüljön az asszony kegyeihez. Az asszony terve alapján a gyilkossági ügyet Columbo hadnagy kapja, aki kezdetben nem is sejti, hogy az asszony következő célpontja az ő felesége.
- 9x05 Fogas kérdés (Uneasy Lies the Crown; 1990/4/28)

Wesley Cormant (James Read), a rengeteg adósságot felhalmozó, link fogorvost megfenyegeti az apósa (Paul Burke – Tolnai Miklós), hogy kiteszi a szűrét a jól menő fogorvosi vállalkozásából, ezért Corman úgy intézi, hogy a felesége szeretője, a híres színész Adam Evans (Marshall R. Teague), aki pont aznap hivatalos hozzá vizsgálatra, meghaljon a felesége szívgyógyszerének túladagolásában, amikor azok együtt vannak. A gyógyszer nagy adagját a férfi fogkoronája alá helyezi el titokban, hogy majd este, amikor kettesben lesznek, akkor oldódjon ki a szer. Ezután az otthoni telefont is átállítja, hogy a segélyhívó a barátja lakásán csörögjön, ahol majd ő kártyázik, és fogadja a felesége segélyhívását, így odamehet és segíthet a halálra vált nőn Evans holttestének eltüntetésével, a nő pedig meg lesz győződve arról, hogy az ő hibájából halt meg a férfi, mivel korábban már történt hasonló eset. Így a történtek után Corman a szerető férj szerepében tetszelegve ismét elnyerheti apósa bizalmát. A rafinált terv menetrend szerint le is zajlik, csakhogy ahol Columbo nyomoz, ott a legrafináltabb tervek is csődöt mondanak…
E részben ellentmondás van a Rövid szivar című epizóddal: a korábbiban Columbo arra panaszkodik, hogy középiskolában gondjai voltak a kémiával, itt pedig épp a kémiában való erősségét hangoztatja.
- 9x06 Gyilkosság Malibuban (Murder in Malibu; 1990/5/14)

Az USA egyik legsikeresebb és legfelkapottabb regényírónőjét, Teresa Gorent (Janet Margolin – Orosz Helga) otthonában valaki lelövi, s Columbo természetesen azonnal nyomozásba fog, hogy kézre kerítse a tettest. A nyomok egyértelműen az áldozat vőlegényéhez, a profi teniszjátékos Wayne Jenningshez (Andrew Stevens) vezetnek, és a hadnagy furfangos eszközökkel rá is veszi a férfit, hogy beismerje a gyilkosságot, ám az ügynek itt még koránt sincs vége, mivel Columbo arra a következtetésre jut, hogy amikor Jennings belelőtt Teresába, akkorra a lány már rég halott volt, így a férfi tulajdonképpen nem is követett el emberölést, ám ha ez valóban így volt, akkor mégis ki és miért ölte meg az írónőt? Miután ejtették a vádat Jennings ellen, a hadnagy megkéri, segítsen neki kideríteni a valódi gyilkos kilétét, akiről a végén kiderül, hogy közelebb volt hozzájuk, mint azt képzelték…

### Tizedik évad (1990–2003, 14 epizód)
- 10x01 Columbo a rendőrakadémián (Columbo Goes to College; 1990/12/9)

A dörzsölt és tapasztalt hadnagyot vendégelőadóként hívják meg a Los Angeles-i rendőrakadémiára, ahol két merész és intelligens hallgató, Justin Rowe (Stephen Caffrey) és Cooper Redman (Gary Hershberger) nem csupán elméletben, hanem gyakorlatban is szeretné bebizonyítani saját magának, hogy ők bizony túl tudnak járni Columbo eszén, s képesek arra, hogy profi módon kivitelezzenek egy valódi gyilkosságot is, aminek célpontja az a tanáruk (James Sutorius – Szacsvay László), aki csalás miatt ki akarja csapatni őket az akadémiáról.
Robert Culp (Szokolay Ottó), aki három korábbi epizódban játszotta a gyilkost, itt az egyik gyilkos, Rowe apjaként tűnik fel.
- 10x02 Vigyázat: a gyilkosság ártalmas az egészségre! (Caution: Murder Can Be Hazardous to Your Health; 1991/2/20)

Budd Clarke (Peter Haskell) nem bírja megemészteni, hogy egykori sikeres műsorvezetői helyét Wade Anders (George Hamilton) vette át. Megpróbálja úgy eltüntetni az útból, hogy megzsarolja egy fiatalkori pornófilmjével. Meghívja magához Anderst, hogy a lemondásáról tárgyaljanak, ekkor Anders túladagolja a nikotint Clarke cigarettájában, hogy a halála közönséges nikotinmérgezésnek tűnjön…
- 10x03 Columbo és a rocksztár gyilkosa (Columbo and the Murder of a Rock Star; 1991/4/29)

Hugh Creighton (Dabney Coleman) korosodó híres és sikeres védőügyvéd, a szakmájában eddig semmi és senki nem tudott kifogni rajta. A magánélete azonban merő kudarc: könnyűvérű fiatal rocksztár élettársa (Cheryl Paris) ismét együtt kavar korábbi szeretőjével (Julian Stone), amit a férfi igencsak nehezen visel el. Szeretne megszabadulni a nőtől, de az ragaszkodik az ügyvéddel való kapcsolatához is, és ennek érdekében még meg is zsarolja a férfit annak korábbi illegális húzásaival. Creighton ezért úgy határoz, hogy megöli a nőt és a gyilkosságot a szeretője nyakába varrja…
- 10x04 A főnyeremény: halál (Death Hits the Jackpot; 1991/12/15)

Freddy Brower (Gary Kroeger), az anyagi gondokkal küszködő fotós megüti a lottófőnyereményt, de mivel válófélben van, nem akarja a nejével megosztani a pénzt. Felkeresi ékszerkereskedő nagybátyját (Rip Torn – Reviczky Gábor), aki pont azon a napon ment tönkre, hogy helyette ő vegye fel a nyereményt. Noha tíz százalék részesedést ígér, a férfi szövetkezik a fotós feleségével (Jamie Rose), és a nyereményért megöli unokaöccsét.
- 10x05 Ölni már nincs idő (No Time to Die; 1992/3/15)

Columbo Andy Parmának (Thomas Calabro – Pusztaszeri Kornél), szintén rendőr unokaöccsének esküvőjén vesz részt, ahol a fiú egy híres modellnek, Melissa Haysnek (Joanna Going) mondja ki a boldogító igent, ám még aznap este, a nászéjszakán a menyasszony eltűnik a szállodából, mialatt az ifjú férj letusol. Miután észreveszi, hogy a lány eltűnt haladéktalanul értesíti nagybátyját, aki a többi rendőrrel forró nyomon kezdi meg a lány keresését. Kezdetben nem tudják, hogy Melissát egy háborodott rajongója (Daniel McDonald) rabolta el, akinek terve, hogy végül közösen távozzanak a másvilágra, ezért Columbónak és társainak igyekezniük kell, hogy mihamarabb megtalálják a lányt…
- 10x06 Jobb ma egy veréb… (A Bird in the Hand…; 1992/11/22)

Egy Las Vegas-i bukméker halállal fenyegeti a szerencsejáték-függő, könnyelmű aranyifjút, Harold McCaint (Greg Evigan), aki már egy vagyonnal tartozik neki, rosszul sikerült fogadásai miatt. McCain, hogy mihamarabb pénzhez jusson, kiterveli, hogy felrobbantja gazdag nagybátyja, becenevén Big Fred (Steve Forrest) autóját, hogy az örökségéből rendezni tudja majd tartozását, ám a sors másként dönt, mivel pont aznap, amikor Harold készül végrehajtani ördögi tervét, bácsikáját valaki halálra gázolja szokásos reggeli kocogása közben. Erre unokaöccse pánikba esik, s nagybátyja házához siet, hogy hatástalanítsa annak autójára erősített bombáját, mielőtt valaki észrevenné, ám ott épp összetalálkozik a nyomozást megkezdő Columbóval, aki akkor arra kéri az elhunyt férfi kertészét, hogy álljon be az autóval a garázsba, mire a bomba felrobban…
- 10x07 Nehéz ügy (It's All in the Game; 1993/10/31)

Nick Franco (Armando Pucci) igazi szépfiú a nőknél, valójában számító, pénzsóvár, erőszakos alak. Rómában ismerkedik össze egy fiatal hölggyel, Lisával (Claudia Christian), akit utána kihasznál, sőt néha meg is ver. Amikor tudomást szerez Lisa anyjáról, Lauren Statonról (Faye Dunaway), aki gazdag színésznő, Los Angelesbe repül, hogy az ő vagyonára is rátehesse a kezét. Lisa leveleiből értesül anyja új szeretőjéről, ezért ő is odarepül, hogy figyelmeztesse, de a férfi életveszélyesen megfenyegeti: megöli, ha bármit tesz. Anya és lánya nem teketóriáznak, elteszik láb alól az erőszakos frátert, majd miután Columbo elkezd nyomozni az ügyben, a vonzó nő megpróbálja elcsábítani a hadnagyot, hogy elterelje figyelmét a nyomokról, amik a lányához vezetnék.
- 10x08 Pillangó a sötétség árnyékában (Butterfly in Shades of Grey; 1994/1/10)

Az aljas Fielding Chase (William Shatner – Szersén Gyula) rádiós műsorvezető nagy élvezetet talál abban, ha híres közéleti személyiségeket tehet tönkre. Fogadott lánya (Molly Hagan) iránt azonban szerelmet érez, és amikor egyik, egyébként homoszexuális riportere (Jack Laufer) segíteni akar a lányának, hogy érvényesülhessen íróként, megöli a férfit a saját lakásán. Amint elhagyja a házat, felhívja a rendőrséget rádiótelefonon, és bejelenti a gyilkosságot, mondván otthonról beszélt a riporterrel, amikor valaki megölte, ezzel akarva alibit szerezni magának…
- 10x09 Titkos ügyek (Undercover; 1994/5/2)

Egy bűnügyi helyszínen a rendőrség két holttestet talál. A jelek szerint a két férfi egymással végzett, ám az okot még homály fedi, Columbo viszont egyikük kezében egy fényképdarabra bukkan. Nem sokkal később egy biztosítási ügynök (Ed Begley Jr.) keresi fel a hadnagyot, aki szerint a két halott férfinak közük lehetett egy hat évvel azelőtti bankrabláshoz, ahol négy bűnöző összesen 4 millió dollárnyi készpénzt zsákmányolt. Szerinte a fényképdarabkák összeillesztésével fény derülhet a rabolt pénz rejtekhelyére. Nyolc puzzle darabot kell tehát előkerítenie Columbónak, nyolc különböző embertől, a bankrablók hozzátartozóitól, ami közel sem egyszerű feladat, nem is beszélve arról, milyen hosszadalmas út vezet a rejtély megoldásáig. A hadnagy álruhát ölt és inkognitóban kezd el nyomozni az ügyben. Nyomozását közben halottak kísérik, azok, akiknél Columbo a fényképdarabok után kutat.
- 10x10 Testvéri szeretet (Strange Bedfellows; 1995/5/8)

Graham McVeigh (George Wendt) jól jövedelmező lóverseny-istállót üzemeltet kiterjedt birtokán, s közben még öccsére, a csélcsap, szerencsejáték-függő Teddyre (Jeff Yagher) is oda kell figyelnie, aki folyton bajba keveredik kétes alvilági kapcsolatai miatt, s mindig tele van adóssággal, amiket rendre bátyjával fizettet ki, veszélybe sodorva ezzel családi örökségüket. Graham egy napon megelégeli Teddy zűrös ügyeit és kegyetlen lépésre szánja el magát: végez öccsével, s az esetet úgy tünteti fel, mintha maffialeszámolás lett volna…
- 10x11 A végzetes nyom (A Trace of Murder; 1997/5/15)

Clifford Calvertet (Barry Corbin – Kránitz Lajos), a gazdag üzletembert korábbi üzletfele (Raye Birk) beperli, mert zátonyra futtatta egy korábbi üzletét és amiatt nagyot veszített. Ez kapóra jön a férfi pénzsóvár feleségének, Cathleennek (Shera Danese), aki szeretőt tart, de elválni nem akar, a házassági szerződés miatt. Úgy döntenek, hogy a felperest elteszik láb alól, gyilkosának pedig majd a férjet állítják be, hisz neki volt rá indítéka. Columbo elkezd nyomozni, de nem is sejti, hogy a bűntényben érintett szerető nem más, mint kollégája, Patrick Kinsley bűnügyi technikus (David Rasche).
- 10x12 Béke poraira[56] (Ashes to Ashes; 1998/8/10)

Eric Prince (Patrick McGoohan – Fülöp Zsigmond), az amerikai show-business egykor meghatározó alakja évek munkájával jól jövedelmező temetkezési vállalat-hálózatot épített ki, ám múltjában van egy szégyenfolt, ami kapóra jön volt szeretőjének, a szenzációhajhász és cinikus riporternőnek, Verity Chandlernek (Rue McClanahan), aki arra kényszeríti a férfit titka megőrzéséért cserébe, hogy elsőként mindig vele tudassa, ha egy hollywoodi hírességet Prince halottasházában ravataloznak fel, hogy a nő cikket írhasson az eseményről. Az üzletember, csakhogy ne tudódjék ki, annak idején hogyan szerezte vagyonát, kénytelen lesz örökre elhallgattatni egykori kedvesét…
- 10x13 Gyilkosság hangjegyekkel (Murder With Too Many Notes; 2001/3/12)

Az egykor sikeres és ötletdús zeneszerző-karmester, Findlay Crawford (Billy Connolly) már nem ír olyan színvonalú és népszerű darabokat, mint régen, ezért féltékenyen figyeli ahogy fiatal, ambiciózus és tehetséges tanítványa, Gabriel McEnery (Chad Willett) sorra alkotja meg a jobbnál jobb filmzenéket, amiket ismert és köztiszteletnek örvendő mestere a sajátjaiként mutat be a nagyközönség előtt. Az ifjú tanonc egy idő után megelégeli sorozatos csalásait és végre ő is részesedni akar Crawford sikereiből és az ezzel szerzett vagyonából. Gabriel be szeretné mutatni szerzeményeit, ám ezúttal a saját neve alatt, s Crawford tudja, ezzel a lépéssel a fiú idővel az ő legnagyobb szakmai riválisává válhatna, s talán még azt is elmondaná a sajtónak, hogy műveit a zeneszerző mint sajátjait vitte pódiumra. Hogy elkerülje titka leleplezését, azt tervezi, megöli Gabrielt, s azokat az ígéretesnek látszó darabokat, amiken a fiú épp dolgozott, ismét csak a saját műveiként fogja eladni.
- 10x14 Columbo legveszélyesebb éjszakája (Columbo Likes the Nightlife; 2003/1/30)

Vanessa Farrow (Jennifer Sky) és barátja, Justin Price (Matthew Rhys) komoly bajba kerül, amikor Vanessa volt férje, Tony Galper (Carmine Giovinazzo) zaklatja őt, és a dulakodásban a lány egy dohányzóasztalra löki, amitől az halálos fejsebet kap. Ráadásul Price pénzt várt Galpertől, hogy elindíthassa saját klubját, ezért másfél napig még el kell hitetniük, hogy a férfi él. Csakhogy egy lesifotós (Douglas Roberts) épp felvételeket csinált, amikor Galper meghalt. Megzsarolja a párocskát, akik látszólag belemennek az alkuba, de Price kiterveli, hogyan ölheti meg a paparazzót, hogy ne legyen több probléma. Amikor azonban Columbo elkezd vizsgálódni az ügyben, rá kell jönniük, hogy problémáik nem szűntek meg.

## Érdekességek
- A 36., Szemfényvesztő (Now You See Him...) című részben Budapestről is esik szó, ahol a gyilkos – aki náci tiszt volt – is megfordult.

## DVD megjelenés
A magyar megjelenés tulajdonságai:
- Hang: magyar (Mono), angol (Stereo)
- Kép: 1,33:1 (4:3)
- Felirat nyelv: magyar

| Évad                     | Epizódok | Lemezek száma | Megjelenés       |
| ------------------------ | -------- | ------------- | ---------------- |
| Pilot részek, és 1. évad | 2 + 7    | 6             | 2007. november   |
| 2. évad                  | 8        | 4             | 2008. március    |
| 3. évad                  | 8        | 4             | 2008. április    |
| 4. évad                  | 6        | 3             | 2009. június     |
| 5. évad                  | 6        | 3             | 2009. szeptember |
| 6-7. évad                | 8        | 3             | 2010. január     |
| 8. évad                  | 5        | 3             | 2010. április    |
| 9. évad                  | 6        | 3             | 2010. július     |
| 10. évad 1. rész         | 7        | 4             | 2011. február    |
| 10. évad 2. rész         | 6        | 3             | 2011. március    |